# Empire ottoman
La Turquie ottomane ne doit pas être confondue avec l'actuelle république de Turquie
27 juillet 1299 – 1er novembre 1922
(623 ans, 3 mois et 5 jours)
Entités précédentes :
- Sultanat de Roum
- Empire byzantin
- Despotat de Serbie
- Sultanat mamelouk du Caire
- Sultanat hafside de Tunis
- Zianides
- Karamanides
- Ordre de Saint-Jean de Jérusalem à Rhodes
- Royaume croate
- Second Empire bulgare
- Empire de Trébizonde
- Aq Qoyunlu
- Sultanat de Sennar
- Royaume de Bosnie
- Dobrogée valaque
- Bessarabie moldave
- Principauté de Théodoros
- Despotat de Morée
- Duché de Naxos
- Ligue de Lezha

Entités suivantes :
- Gouvernement d'Ankara
- Grèce
- Royaume d'Égypte
- Soudan anglo-égyptien
- Principauté de Serbie
- État d'Abdelkader
- Algérie française
- Protectorat français de Tunisie
- Principauté de Bulgarie
- Royaume de Roumanie (en Dobrogée)
- Chypre britannique
- Bosnie-Herzégovine austro-hongroise
- Libye italienne et Dodécanèse italien
- Gouvernement provisoire d'Albanie
- Territoires ennemis occupés
- Mandat britannique en Irak, Koweït et Hasa
- Royaume du Yémen
- Royaume du Hedjaz
- Empire russe (en Crimée, Caucase, Boudjak)
- Royaume de Hongrie

L'Empire ottoman (en turc ottoman : دولت عليه عثمانیه / devlet-i ʿaliyye-i ʿos̲mâniyye, littéralement « l'État ottoman exalté » ; en turc : Osmanlı İmparatorluğu ou Osmanlı Devleti), connu historiquement en Europe de l'Ouest comme l'Empire turc, la Turquie, ou bien la Turquie ottomane,, est un empire fondé à la fin du XIIIe siècle au nord-ouest de l'Anatolie, dans la commune de Söğüt (actuelle province de Bilecik), par le chef tribal oghouze Osman Ier, fondateur de la dynastie ottomane (ottoman vient de l'arabe ʿuṯmānī عُثْمَانِي, dérivé de ʿuṯmān عُثْمَان, nom arabisé d'Osman et vient également de Ataman, nom turcisé d’Osman). Après 1354, les Ottomans entrèrent en Europe, et, avec la conquête des Balkans, le Beylik ottoman se transforma en un empire transcontinental. Après avoir encerclé puis réduit sa capitale en lambeaux, les Ottomans mirent fin à l'Empire byzantin en 1453 par la conquête de Constantinople sous le règne du sultan Mehmed II.
Aux XVe et XVIe siècles, sous le règne de Soliman Ier le Magnifique, l'Empire ottoman était un empire multinational et multilingue contrôlant une grande partie de l'Europe du Sud-Est, des parties de l’Europe centrale, de l’Europe de l'Est, et de l'Asie occidentale, du Caucase et de l'Afrique du Nord. Au début du XVIIe siècle, l'Empire comprenait trente-deux provinces et de nombreux États vassaux. Certains d'entre eux ont ensuite été absorbés par l'Empire, tandis que d'autres bénéficièrent de divers types d'autonomie au cours des siècles.
Avec Constantinople comme capitale, et le contrôle des terres autour du bassin méditerranéen, l'Empire ottoman fut au centre des interactions entre les mondes oriental et occidental pendant six siècles. Alors que l'on croyait autrefois qu'il était entré dans une période de déclin à la suite de la mort de Soliman le Magnifique, cette opinion n'est plus soutenue par la majorité des historiens universitaires. L'Empire continua à maintenir une économie, une société et une armée puissantes et flexibles tout au long du XVIIe et d'une grande partie du XVIIIe siècle,,.
Les Ottomans subirent de graves défaites militaires à la fin du XVIIIe et au début du XIXe siècle, ce qui les amena à entamer un vaste processus de réforme et de modernisation connu sous le nom de Tanzimat. Ainsi, au cours du XIXe siècle, l'État ottoman était devenu beaucoup plus puissant et organisé malgré de nouvelles pertes territoriales, en particulier dans les Balkans où de nouveaux États émergèrent. L'Empire s'allia à l'Allemagne au début du XXe siècle, espérant échapper à l'isolement diplomatique qui avait contribué à ses récentes pertes territoriales, et s'engagea ainsi dans la Première Guerre mondiale du côté des puissances centrales. Peu préparé à participer à une guerre moderne, l'empire dut également affronter d'importantes tensions internes, en particulier dans ses possessions arabes, avec la révolte arabe de 1916-1918. Pendant ce temps, des exactions furent commises par le gouvernement ottoman, dont certaines de nature génocidaire contre les Arméniens, les Assyriens, les Grecs, et les Libanais.
La défaite de l'Empire et l'occupation d'une partie de son territoire par les puissances alliées au lendemain de la Première Guerre mondiale entraînèrent sa partition, et la perte de ses territoires du Moyen-Orient divisés entre le Royaume-Uni et la France, selon des mandats de la Société des Nations, dans l’attente de l’indépendance des territoires considérés : Palestine, Mésopotamie (futur Irak), Syrie et Liban. Le succès de la guerre d'indépendance turque contre les occupants alliés conduisit à l'émergence de la république de Turquie, proclamée le 29 octobre 1923 dans le cœur de l'Anatolie à Ankara, et à l'abolition de la monarchie ottomane.

## Histoire
L'Empire ottoman a duré de 1299 à 1923 (soit plus de six siècles). Il a été longtemps un petit beylicat autonome, puis indépendant de fait du sultanat seldjoukide, alors en pleine décadence. Il s’étendit ensuite durant trois siècles des portes de Vienne au golfe Persique, d’Oran en Algérie à Bakou sur la mer Caspienne, et des steppes de l'actuelle Ukraine aux marais du Nil dans l'actuel Soudan et aux montagnes de l'actuel Yémen.
Dans le cadre de ses relations internationales, l'Empire ottoman était appelé « Sublime Porte ottomane », ou simplement « Sublime Porte », du nom de la porte d’honneur monumentale du grand vizirat, siège du gouvernement du sultan à Constantinople, et fut un allié du royaume de France contre les Habsbourg.

### Débuts

#### Fondation

Carte des beylicats d’Anatolie vers 1330

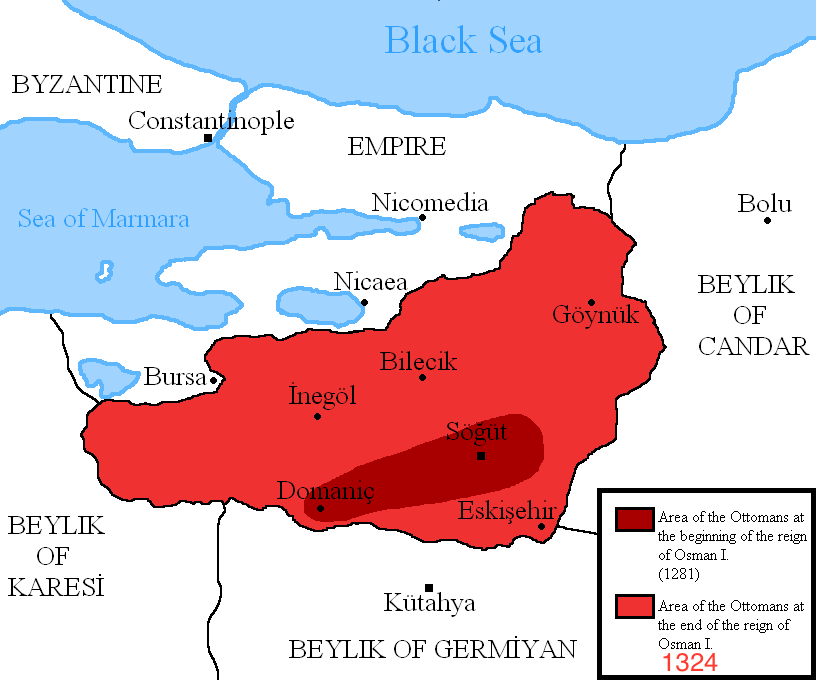
Territoire contrôlé par Osman.

L’Émirat ottoman ou Beylicat ottoman, est fondé par une famille issue des Kayı, l’une des vingt-quatre tribus turciques oghouzes qui avaient conquis l'Anatolie au XIe siècle, au détriment de l'Empire byzantin,,. Pendant que le sultanat turc des Seldjoukides se décompose, cette tribu monte en puissance pendant la phase des beylicats.
En 1299, Osman Ier conquiert la ville byzantine de Mocadène, aujourd’hui Bilecik. Cette date marque le début de l’État ottoman et de la constitution de la première armée ottomane. Jusqu’à sa mort en 1326, Osman Ier conquiert plusieurs autres villes et places fortes byzantines, ainsi que certaines principautés turques voisines. Osman est acclamé comme khan de la tribu du Kayıhan, titre qu'il porte jusqu'à sa mort.

#### Expansion vers l'Europe

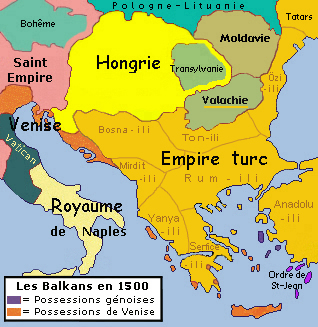
L'Empire ottoman peu après la mort de Mehmed II.

Ses successeurs continuent sa politique d'expansion. L'Empire ottoman conquiert Gallipoli, son premier territoire européen, en 1347. La situation politique des Balkans est troublée. L’Empire byzantin est affaibli par des guerres civiles récurrentes, la Bulgarie est divisée entre duchés rivaux et la Grèce est partagée entre potentats locaux et Latins. Les républiques maritimes italiennes contrôlent le commerce de la Méditerranée orientale et louent leurs services au plus offrant. Ainsi, Venise permet aux Ottomans de traverser le détroit des Dardanelles pour atteindre Gallipoli. L’État ottoman, disposant d’une armée efficace, en profite pour s’étendre dans la zone. La Serbie, seule puissance capable de résister aux Ottomans est balayée en 1389, au champ des Merles, dans l'actuel Kosovo, marquant la fin de l'indépendance des royaumes serbes.
Les Ottomans obtiennent un double avantage lors de la conquête des Balkans. Premièrement, cela permet de multiplier les ressources fiscales, les chrétiens sous domination ottomane se devant de payer la djizia afin de pouvoir pratiquer leur religion. Deuxièmement, le système de dechvirmé permet de soustraire de jeunes garçons chrétiens à leur famille au bénéfice du corps des janissaires qui forment l’élite de l’armée, mais également un corps administratif particulièrement efficace.

#### Le temps des troubles
Un sultan notable fut Bayezid Ier "Yildirim" (la foudre). À la mort de son père durant la bataille de Kosovo Polje de 1389, il s'empara du pouvoir, éliminant brutalement son demi-frère.
Excellent chef militaire, il mena de brillantes campagnes aboutissant à de nombreuses conquêtes. Le nord de la Grèce et la Bulgarie tombèrent en premier. Ensuite, il réussit à soumettre les émirats turcs anatoliens de Germiyan et de Karaman avec le concours notable de princes chrétiens vassaux. Seuls les murs de Constantinople lui résistent. Par deux fois, en 1391 et surtout de 1394 à 1398, il mena le siège de la ville. Néanmoins, les Turcs n’avaient ni la marine pour mener un blocus efficace et affamer la ville, ni les engins de siège à même de percer le mur de Théodose.
En 1398, l’invincible Timur Leng envahit l’Anatolie forçant Bayezid à lever le siège. Devant la menace, Bayezid réunit son armée pour l’affronter. Néanmoins, il est défait par les troupes mongoles de Timur, supérieure stratégiquement et tactiquement, lors de la bataille d'Ankara. Bayezid est capturé et ne revoit jamais son pays.
Commence un grand classique des peuples turco-mongols : la guerre de succession. Chacun des fils de Bayezid prétend au pouvoir suprême, menant à une guerre civile de dix ans, de laquelle Mehmed Ier sortit vainqueur. Mais le coût fut lourd car les puissances voisines en profitèrent pour se rétablir. Les émirats anatoliens regagnèrent leur indépendance et l’Empire byzantin parvint à arracher quelques territoires. Néanmoins, sous les règnes de Mehmed et de son fils Mourad II, l'Empire se rétablit et acquiert de nouvelles terres en Europe (Thessalonique tombe en 1430 par exemple). Cela pave la voie à la grand œuvre ottomane : la prise de Constantinople.

#### Prise de Constantinople

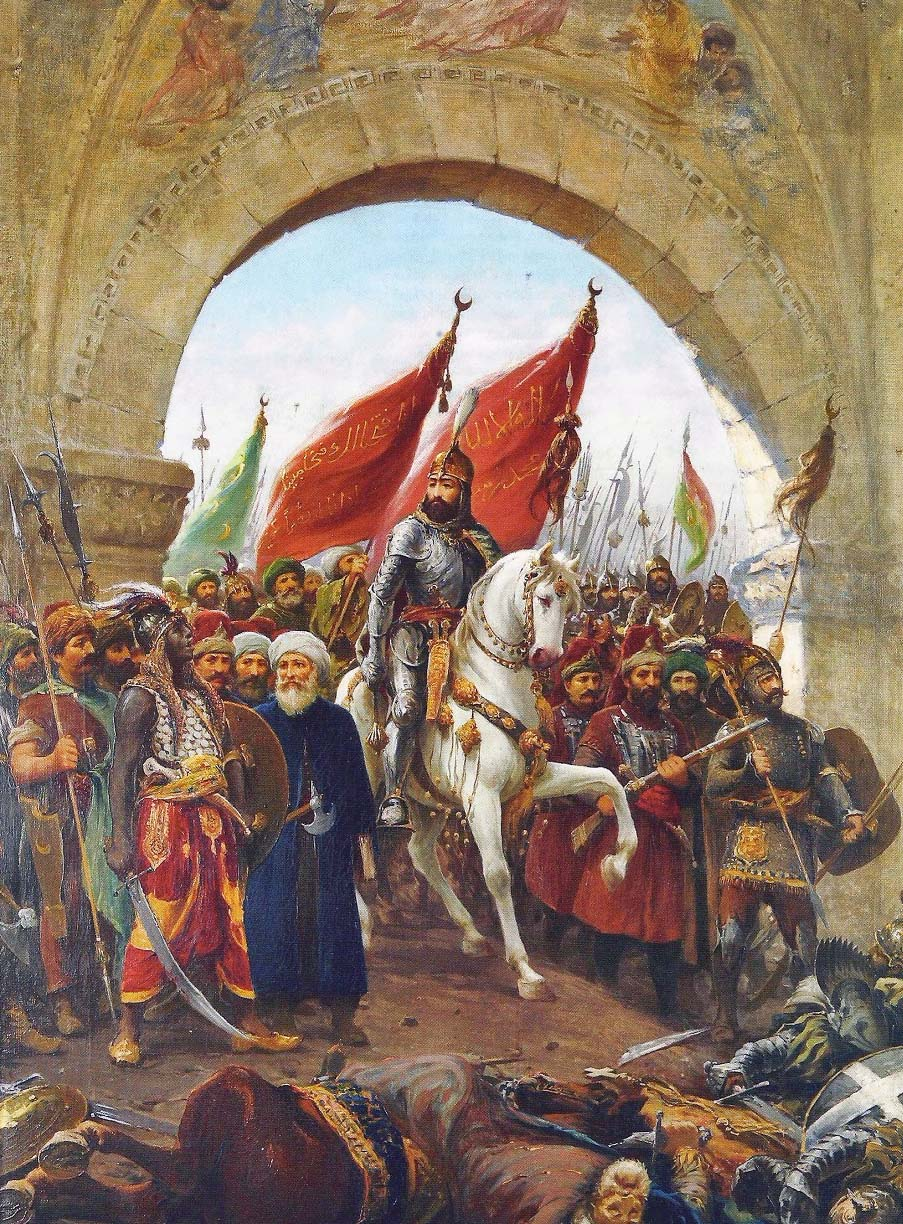
Chute de Constantinople (1453), vue moderne exécutée vers 1900 par Fausto Zonaro, une commande du sultan Abdul Hamid II.

En effet, en 1451, arrive sur le trône un jeune sultan, Mehmed II. Intelligent, audacieux, fougueux, mais également colérique et arrogant, le nouveau sultan projette de prendre Constantinople, malgré les conflits qui l'opposent à ses conseillers.
Ainsi, après des préparatifs méticuleux, les Ottomans attaquent la ville en 1453. À la suite d'un siège de 1 mois et 23 jours ponctué par un assaut des murs ébranlés à coup de canons, les armées ottomanes prennent Constantinople et mettent fin à l'Empire byzantin, établissant ainsi la domination de l'Empire sur la partie à majorité chrétienne de la Méditerranée orientale. Les tentatives de reconquête de l'Ouest chrétien échouent : plusieurs croisades européennes sont écrasées à Nicopolis et Varna ou encore à Alger.
Peu après la prise de Constantinople, de nombreux textes sur l'histoire légendaire de la capitale font leur apparition. Ce serait Mehmed II qui aurait demandé aux prêtres et aux savants byzantins de lui présenter l'histoire de la ville. Les Ottomans assument l'héritage gréco-byzantin et l'ambition impériale qui y est associée.
Les Turcs continuent de pousser dans les Balkans. La Serbie est annexée par les Ottomans après la chute de Smederevo, en 1459.

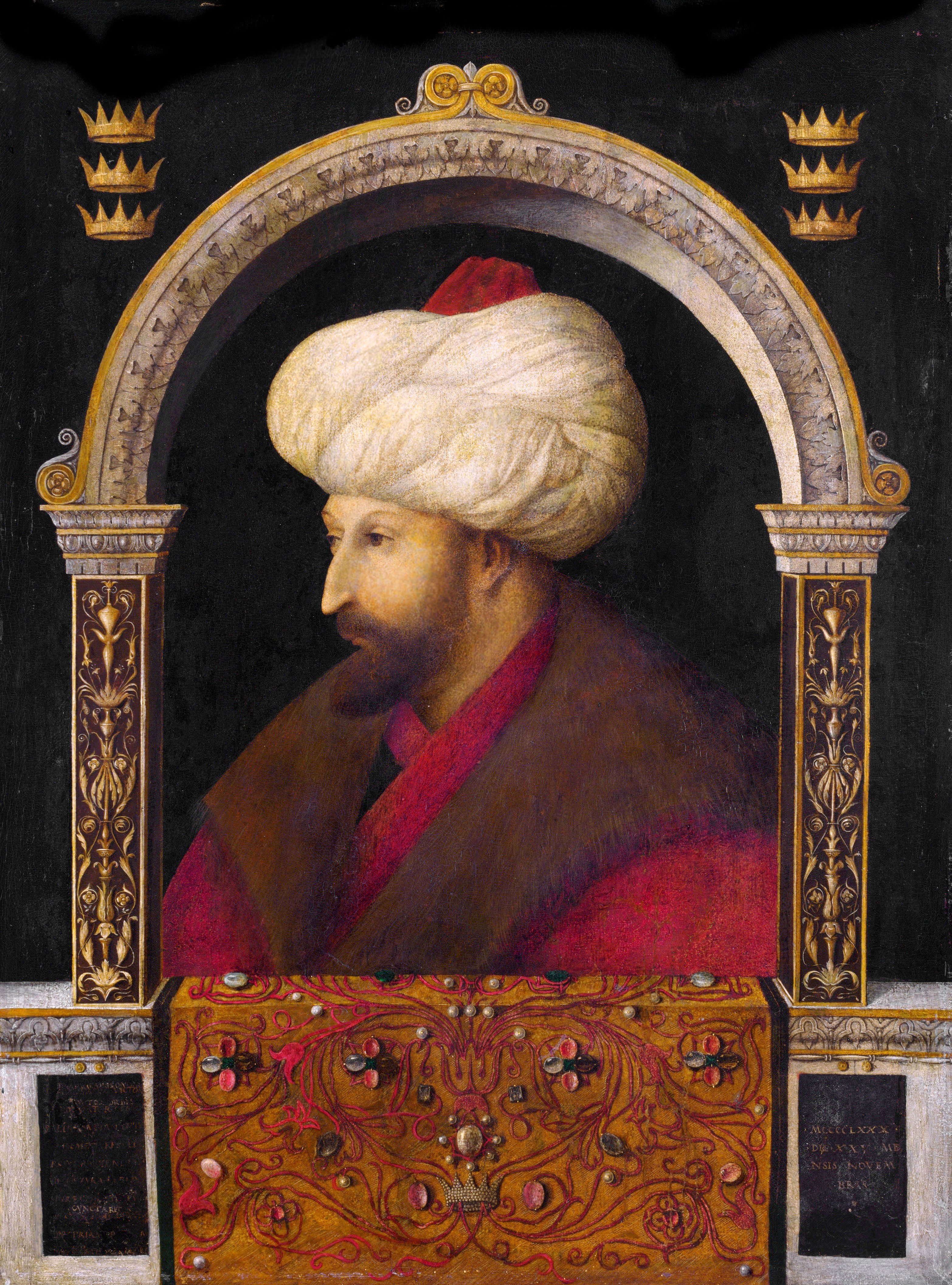
Portrait de Mehmed II par Gentile Bellini (1479).

### Vers l'apogée
La prise de Constantinople marque un tournant, fût-il symbolique, dans l'histoire de l'Empire. Mehmed fait de la ville sa capitale et entreprend de la repeupler en favorisant l'installation des Turcs, tout en maintenant une communauté chrétienne. Ainsi, la ville, moribonde lors de l'agonie sans fin de l'Empire romain, renait de ses cendres. La ville passe de 50 000 habitants lors de la conquête à plus de 700 000 cent ans plus tard.
En plus d'offrir à l'empire un joyau qui brille durant cinq siècles, Mehmed, ayant reçu le surnom de Fatih « le Conquérant », continue ses acquisitions territoriales. Tous les territoires grecs indépendants sont asservis (Trébizonde, Morée). L'Anatolie est sécurisée. Surtout, Mehmed lance le cycle de guerres contre la république de Venise. En effet, forts de leur nouvelle marine, les Turcs tentent d'évincer les républiques italiennes de la Méditerranée orientale. Ce conflit, alternant entre guerre ouverte et traités de paix, dure pendant trois siècles et voit la victoire finale des Ottomans.
La question du leadership dans le monde islamique reste ouverte. En effet, le grand empire musulman concurrent, les Mamelouks d’Égypte, dispose de ressources considérables. Entre la fin du XVe siècle et le début du XVIe siècle, les deux empires entrent en conflit. Par ailleurs, à l'est, un concurrent apparaît. Les Séfévides, empire chiite occupant la Perse, réussissent à émerger sous l'impulsion d'Ismaïl Ier. Si les premières confrontations entre les trois aboutissent à un statu quo, les Ottomans font finalement valoir leur supériorité technologique et militaire. En effet, au contact et en conflit constant en Europe, les Ottomans ont su sans cesse développer une armée moderne. En particulier, ils détiennent l'une des meilleures artilleries du monde. En face, Séfévides et Mamelouks utilisent un style de guerre qu'ils maîtrisent parfaitement, à base de cavalerie. Cependant, cette manière de faire la guerre est obsolète devant la puissance de feu ottomane. Ainsi, lorsque les Séfévides et les Mamelouks s'allient en 1514, le sultan Sélim Ier part en guerre. Les Séfévides sont écrasés lors de la Bataille de Tchaldiran. Ils doivent signer un humiliant traité de paix, qui expulse la puissance perse d'Anatolie, sans la détruire entièrement.
Selim déclenche alors la guerre ottomano-mamelouke ; ces derniers sont défaits aux batailles de Marj Dabiq et de Ridaniya. Là encore, l'artillerie ottomane surclasse l'antédiluvienne furûsiyya mamelouke. Le multi-centenaire sultanat mamelouk est détruit en deux ans ; les Turcs s'emparant de la Syrie et de l'Égypte.
Par ailleurs, la prise du Caire permet à Selim de mettre la main sur le calife, commandeur des croyants. Il en profite pour le déposer et se proclamer lui-même calife, titre qui reste dans la titulature des Osmanlis jusqu'à la chute finale de l'Empire.

### Le règne de Soliman le Législateur
Si le règne de Selim fut court, mais intense, celui de son fils, Soliman le Magnifique est long et glorieux. L'Empire est au faîte de sa puissance. L'armée ottomane est qualitativement la meilleure du monde. Les Turcs, peuple de la steppe, sont devenus d'honorables marins. L'Arsenal impérial ottoman fondé sur le modèle de celui de Venise produit assez de bateaux pour rivaliser avec les marines européennes. L'administration est efficace et les impôts permettent d'entretenir une armée considérable. Ainsi, l'Empire peut entrer de plain-pied dans la géopolitique ouest-européenne.

### Apogée de l'Empire

#### Un nouvel Empire
Les Ottomans appellent Roumis les populations chrétiennes, en référence à leur ancien statut de sujets de l'Empire romain d'Orient. L'Empire ottoman élargit ensuite progressivement sa souveraineté à toute la partie sud-orientale du monde méditerranéen, des environs d'Oran jusqu'à ceux de Raguse en englobant les côtes de presque toute l'Afrique du Nord, le Proche-Orient, la mer Noire, la Grèce et l'Albanie. Cette souveraineté est nominale pour bon nombre de territoires. En effet, plus l'on s'éloigne de Constantinople, plus les liens entre l'Empire et les provinces sont lâches. Ainsi, l'Égypte est toujours administrée par les Mamelouks, qui disposent d'une grande autonomie. Les régences de Tripoli, d'Alger et de Tunis reçoivent des troupes de janissaires afin de prévenir toute invasion européenne, mais mènent leur propre politique dans les faits. Les principautés danubiennes (Transylvanie, Valachie et Moldavie) sont soumises au tribut, mais sont autorisées à mener leur propre politique et vont même parfois jusqu'à la révolte contre leur maître.
Les Sultans ottomans voient leur titulature s'enrichir au XVe siècle du vieux titre turc de khan, de celui, iranien, de Padichah, puis de celui de calife au XVIe siècle, c'est-à-dire successeur de Mahomet et chef de l’oumma, la communauté musulmane.
Les parties de l'Empire ont des statuts allant de la province (IYI) gouvernée par un pacha-beylerbey, aux divisions plus petites comme les sandjaks, sharifats ou vilayets. Des États vassaux payent un tribut annuel, n’ont qu’une allégeance formelle et envoient des cadeaux (pechkech, bakchich) à certaines occasions bien définies : certains sont chrétiens (principautés roumaines ou géorgiennes), d’autres musulmans (régences d’Alger, Tunis et Tripoli, khanat de Crimée). Le Liban se rend temporairement indépendant sous l’émir druze Fakhreddine II (r. 1590-1613).
Sauf exception liée à la structure du pays ou à la proximité du centre de l’Empire, chaque pacha-beylerbey était « roi dans son royaume » qu’il gérait avec l’assistance d’un conseil nommé divan, en respectant les coutumes locales et les structures traditionnelles. Le contrôle qu’ils exercent sur leurs territoires est variable. Les vassaux chrétiens, comme les principautés danubiennes de Valachie et Moldavie et, pour un temps, la Transylvanie ne deviennent pas provinces ottomanes, mais payent au sultan un tribut, ce qui les place dans le dar al-Ahd (arabe : دار العهد « domaine du pacte » ou « de l'alliance ») alors que les Habsbourg ou la Russie sont dans le dar al-Harb (« domaine de la guerre »).
L’Empire ottoman est organisé selon le système des millets. De la Bosnie au fin fond de l’Anatolie en passant par les Pomaques, de nombreux chrétiens pauvres (Slaves, Grecs, Arméniens...) ainsi que des Juifs et des Roms (çingene) se convertissent à l’islam pour ne plus payer le haraç (double imposition sur les non-musulmans) et ne plus subir la παιδομάζωμα / pédomazoma, ou devchirmé correspondant aux enlèvements des enfants pour les Yeniçeri (janissaires : « nouvelles troupes », instituées au XIVe siècle par le sultan Orhan).
Devenus avdétis (de l'arabe عودة retour signifiant convertis), ils n’en étaient, pour la plupart, que plus fidèles sujets de la Sublime Porte, afin de bénéficier de la confiance due aux mumīnīn (croyants). C’est pourquoi les Turcs actuels de Turquie sont, en majorité, de type caucasien, alors que les peuples turcs d’Asie centrale ont un phénotype asiatique. Et c’est pourquoi aussi au XIXe siècle, la majorité des membres des millets rum et arménien était plutôt composée de propriétaires et de commerçants aisés que de pauvres manœuvres, car seuls les gens aisés pouvaient payer le haraç.
Le nouvel empire assura sa cohésion en ouvrant largement l'« ascenseur social ottoman » : tout janissaire sorti du rang pouvait, si ses capacités le lui permettaient, espérer accéder aux plus hautes fonctions, telles que bey, drogman, capitan pacha, pacha ou vizir, et les exemples foisonnent. Même les aristocrates grecs restés chrétiens pouvaient espérer être nommés hospodars (voïvodes) des principautés chrétiennes tributaires.

#### Âge d'or

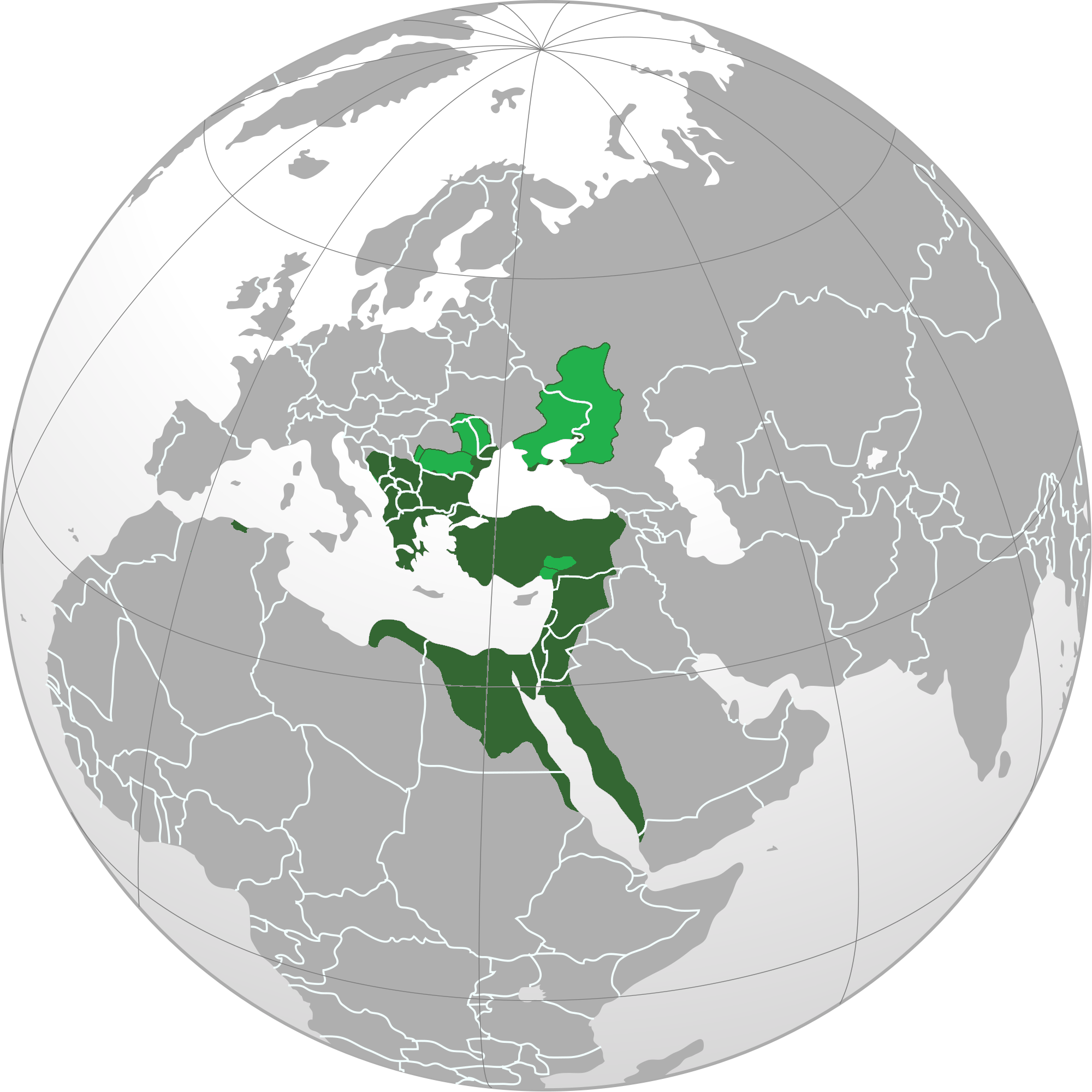
L'empire Ottoman à la mort de Sélim Ier (1520). Les États vassaux sont représentés en vert clair.

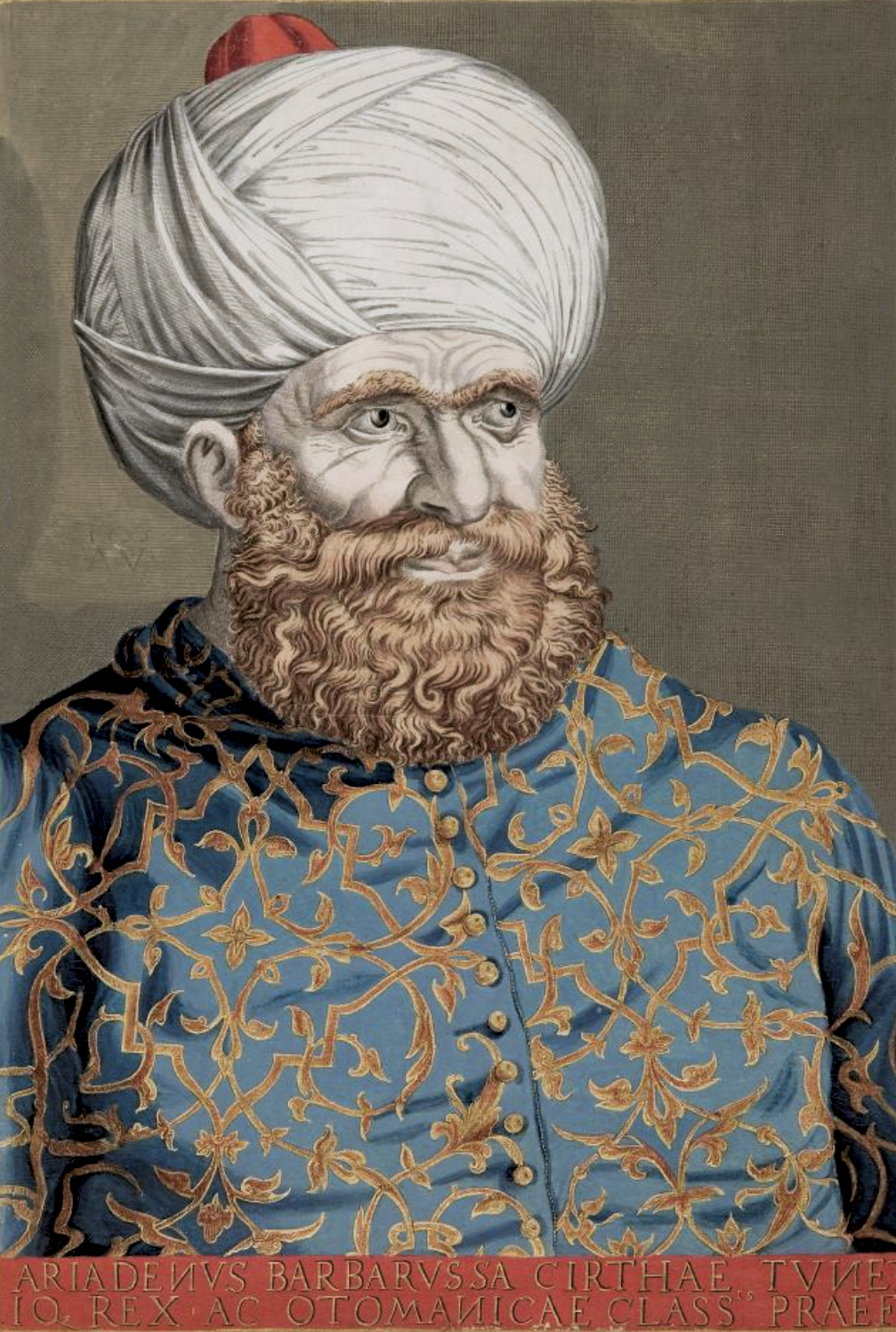
Khayr ad-Din Barberousse.

Pragmatiques et non dogmatiques, les sultans ottomans n’ont pas fait table rase de la civilisation byzantine mais l’ont au contraire adaptée et développée, comme en témoigne la mosquée bleue qui utilise l’architecture de la basilique Sainte-Sophie ou les thermes, devenus « bains turcs ». L’Empire a su hériter de l’éducation, des sciences, des techniques et des universités byzantines, devenues ottomanes et admirées dans toute l’Europe à la fin du Moyen Âge. Ces universités orientales se tenaient au courant des découvertes occidentales : l’amiral Piri Reis a ainsi pu faire une copie de la carte de l’Amérique de Christophe Colomb, et celle-ci ayant été perdue, la copie de Reis est à ce jour la plus ancienne carte connue du nouveau continent. De grandes forces vives, aussi bien intellectuelles que financières, vinrent renforcer la Sublime Porte. On peut citer les migrations et installations des Juifs séfarades, fuyant l’Espagne répressive et l’Inquisition, puis celles des morisques andalous (voir Histoire des Juifs en terre d'islam).
En 1517, Sélim Ier conquiert l’Égypte et met fin au sultanat mamelouk. Le calife abbasside Al-Mutawakkil III est emmené à Constantinople comme otage, et aurait cédé son titre de Commandeur des croyants (Emir al-mumimin). Si Sélim procède au transfert de certaines reliques de Mahomet à Constantinople, la thèse selon laquelle il aurait voulu recueillir l’héritage du califat est cependant sujette à caution et apparaît beaucoup plus tardivement. Moins d’un siècle après avoir mis fin à l’Empire byzantin moribond, les Turcs ottomans prennent la succession de la dynastie arabe des Abbassides.
| |  |  |
| L'Empire byzantin à son apogée sous Justinien Ier en 550 (carte à gauche). La conquête ottomane a comblé en grande partie le vide laissé par le déclin de cet empire (carte à droite). |  |  |

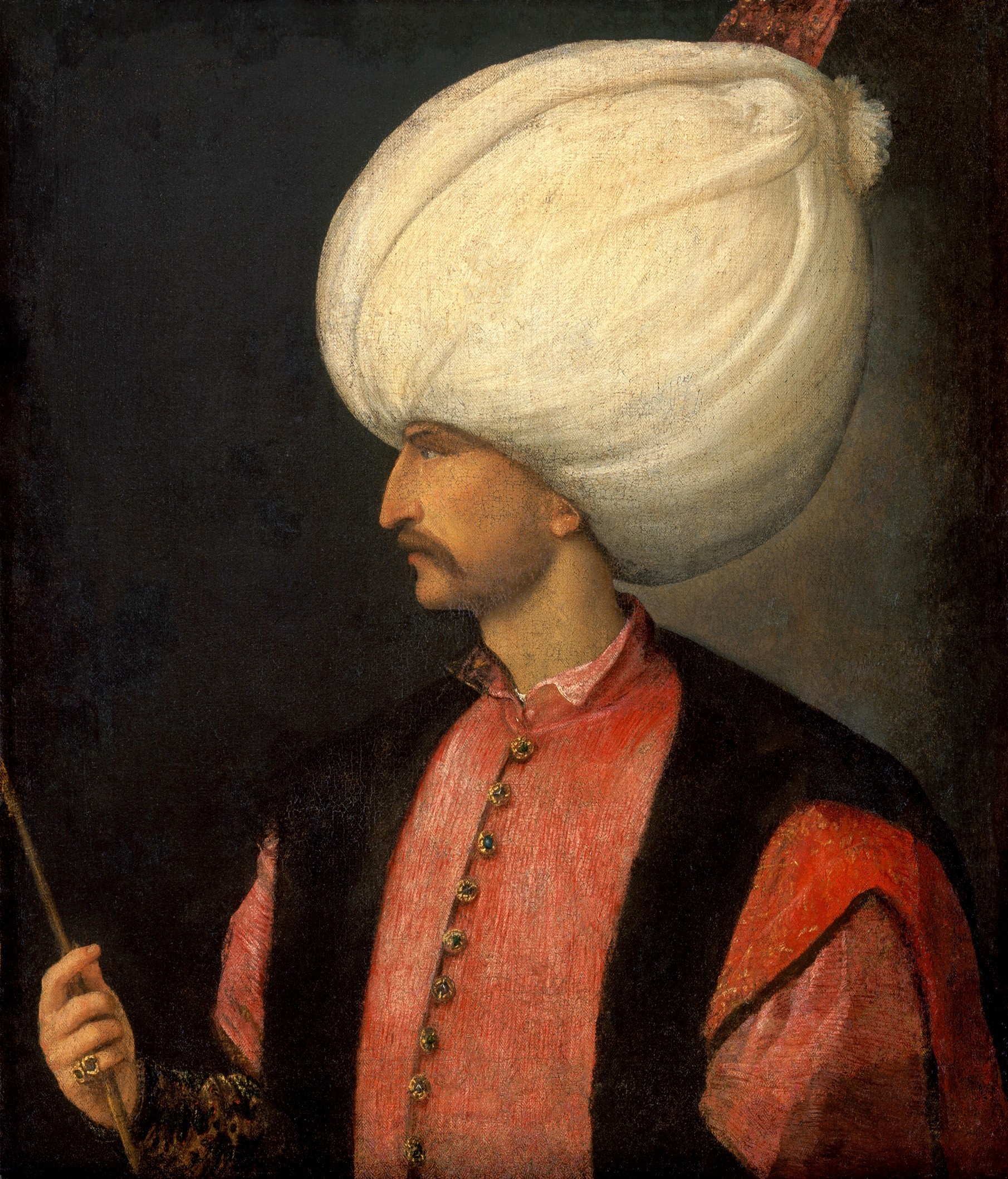
Soliman le Magnifique

Au XVIe siècle, sous le règne de Soliman le Magnifique, les armées ottomanes parviennent jusqu’à Vienne en 1529 et 1532, dont elles font le siège en vain. Cette avancée marque la limite de l’expansion de l'Empire en Occident (comme Aden en fixe la limite au sud).

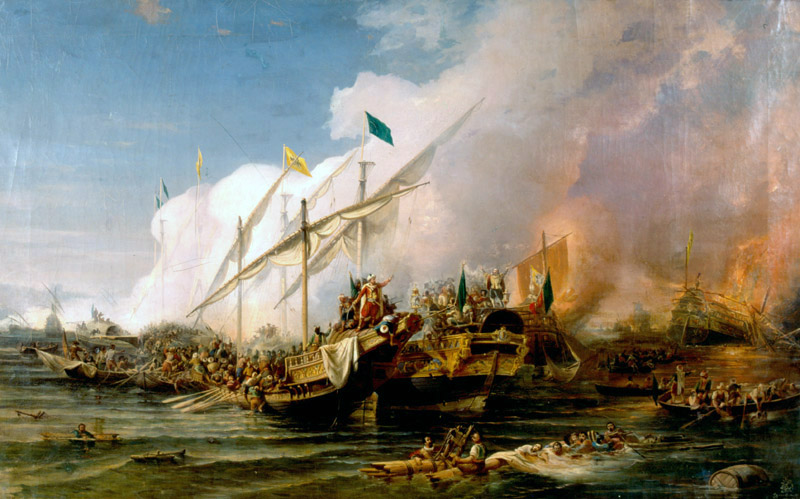
Bataille de Préveza (1538).

De 1533 à 1536, l’Empire ajoute l’est de l’Anatolie, l’Azerbaïdjan et le Yémen. Les corsaires turcs installés à Alger prennent Tunis aux Hafsides en son nom en 1534, puis la perdent face aux troupes de Charles Quint. Le pacha turc de Tripoli prend Kairouan en 1557 et Tunis est reconquise, définitivement cette fois, en 1569. Les interventions ottomanes au Maroc conduisent également l'Empire à prendre la ville de Fès en 1554 et 1576, intervenir dans les querelles de pouvoir entre Wattassides et Saadiens, soutenir ces derniers lors de la bataille des Trois Rois face aux Portugais en 1578, puis à appuyer divers mouvements opposés aux Alaouites après la prise du pouvoir par ces derniers. La Kabylie reste globalement indépendante ; les troupes de la régence d'Alger échouent à trois reprises devant la Kalaa des Beni Abbès (1553, 1559 et 1590).
L’Empire crée une flotte militaire, tente de s’imposer en Méditerranée au détriment des cités italiennes et y parvient un moment. La défaite navale de Lépante en 1571, devant les flottes espagnole et vénitienne, met fin à sa suprématie. Réorganisée par Sokollu Mehmet Pacha, la flotte ottomane reste certes ensuite une puissance importante, et les possessions vénitiennes (Chypre et des îles en mer Égée) rejoignent progressivement l'Empire, mais une partie toujours plus importante du commerce méditerranéen était sous le contrôle de Venise, de Gênes, du Portugal et de l'Espagne.
Après la prise de Fès de 1576 par les troupes de la Régence d'Alger mandatées par le sultan et accompagnées du sultan marocain, entre 1576 et 1582, le Maroc reconnaît symboliquement l'autorité religieuse du sultan ottoman en tant que calife, tout en restant politiquement indépendant.
En 1586, en représailles aux razzias espagnoles en Afrique, les troupes d'Amurat effectuent une expédition punitive aux îles Canaries alors aux mains des Espagnols, pillent Teguise, capitale de Lanzarote dans l'archipel canarien, et capturent la femme du marquis.
L'Empire trouve sa place dans le jeu diplomatique européen où il est un allié traditionnel de la France, dans une alliance de revers contre les Habsbourg, dès le règne de François Ier.

#### Une puissance mondiale contestée
La mort de Soliman le Magnifique en 1566 marque la fin de l'âge d'or ottoman, et la superficie de l'Empire au XVIe siècle atteint 5 200 000 km2. L'irruption des Portugais dans l'océan Indien détourne vers l'Atlantique une grande partie du commerce des Indes, et les expéditions ottomanes contre Goa et Mascate n'arrivent pas à les en déloger. Cependant, le commerce du Levant reprend à la fin du XVIe siècle.
L'Empire ottoman a encore les moyens de grandes expéditions sur mer (conquête de Chypre en 1570 et de la Crète en 1669) et sur terre, contre les Autrichiens et les Russes. Moscou est incendiée en 1571, Vienne, capitale des Habsbourg d'Autriche, est assiégée en 1683. L'Empire croit avoir encore une vocation mondiale. Sokollu Mehmet Pacha, grand vizir de Sélim II, commence un projet de canal à Suez et un autre entre la Volga et le Don, qui n'aboutiront pas.
Dans l'Europe du Sud, une coalition d'États compte alors vaincre l'Empire ottoman sur les mers, puisqu'elle ne le peut sur les terres. À Lépante, envoyée par le roi Philippe II, une flotte coalisée (États pontificaux, république de Venise et Espagne) affronte la grande flotte ottomane, réputée invincible. En 1571, Lépante voit la destruction de plus de 250 galères ottomanes. Mais c'est une victoire sans lendemain, qui ne touche pas aux bases de la puissance ottomane. Le grand vizir ottoman dit à un ministre vénitien durant des négociations : « En vous prenant Chypre, nous vous avons coupé un bras. En envoyant par le fond notre flotte, vous nous avez coupé la barbe. » En 1573, la flotte ottomane reconstituée pousse les Vénitiens à la paix. Cela permet au sultan de tourner ses ambitions sur l'Afrique du Nord.

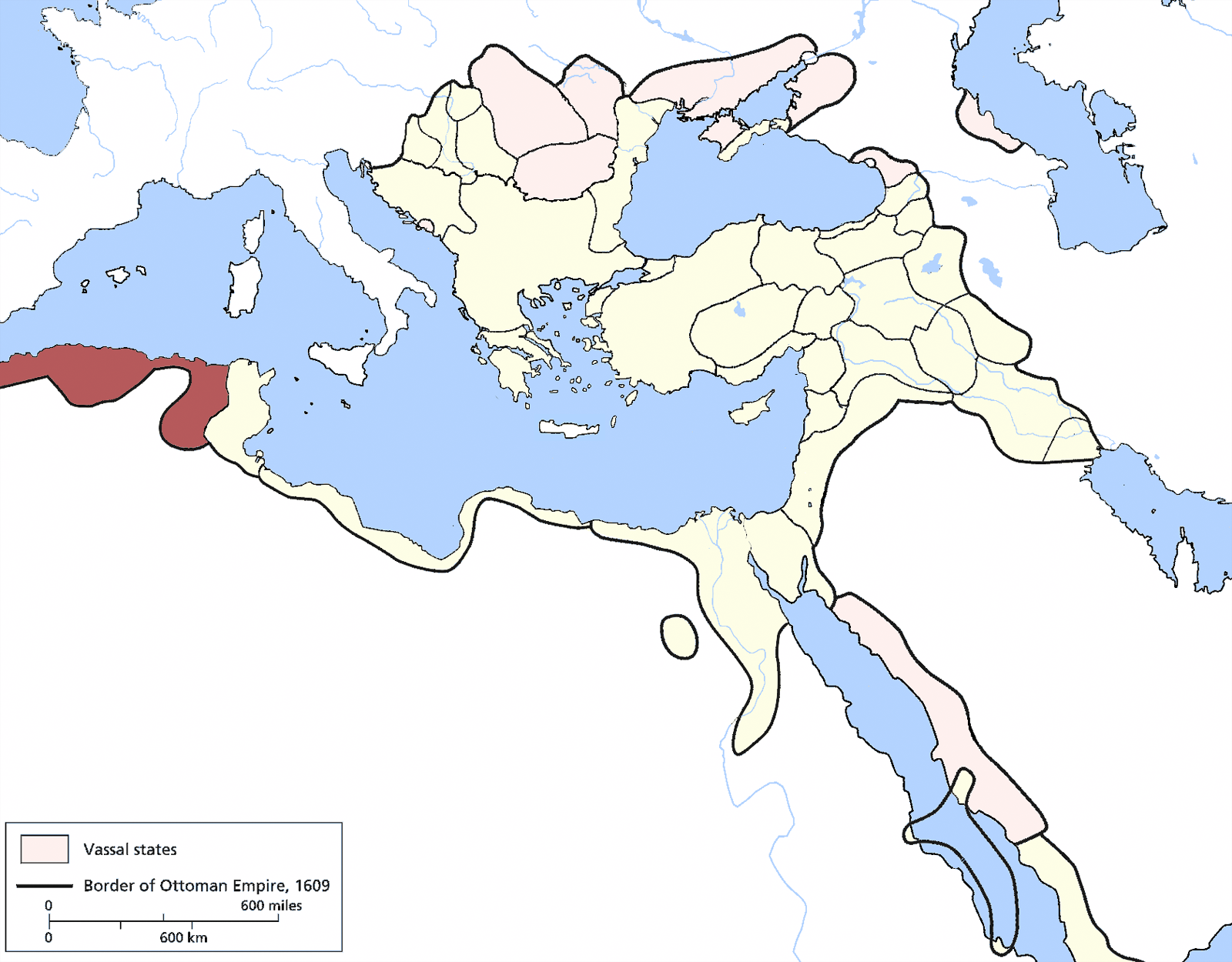
Carte de l’Empire en 1609, (régence d’Alger en rouge).

Bataille de Lépante.

Les frontières ottomanes ne changent guère entre 1566 et 1683. Les guerres finissent sur des statu quo et les victoires de Soliman le Magnifique apparaissent comme un glorieux passé. Les Séfévides de Perse repoussent les assauts ottomans. Dans les régions danubiennes, l'Empire doit faire face à la puissance rivale de l'Autriche et à l'insoumission des principautés roumaines sous Michel le Brave (1593-1601).
Sur les champs de bataille, l'armée ottomane, ou plutôt, comme l'appellent les chroniqueurs turcs, « l'armée de l'islam », reste une puissance impressionnante. Des forces nombreuses, ce qui suppose une logistique considérable, des janissaires d'élite, et toujours des légions de soldats armés d'arquebuse ou de fusils. La Longue Guerre contre l'Autriche (1593-1606), a demandé de grandes ressources humaines aux Ottomans. Leur population forte de trente millions d'habitants leur permet de soutenir de vastes efforts de guerre, mais le retard économique et technique face à l'Occident commence à se faire sentir.

### Début dudéclin[Information douteuse]

#### Temps des troubles
Sous les règnes de Mehmed III (1595-1603) et de son fils Ahmed Ier (1603-1617), l’Empire est en proie à des révoltes et à des soulèvements militaires, notamment celui des spahis à Constantinople au début de l’année 1603. Pour tenter d’assurer leur pouvoir, les sultans ottomans changent fréquemment les vizirs, les conseillers, les chefs militaires et les membres de la haute administration. Il en résulte que les administrateurs s’efforcent de réaliser des fortunes rapides par tous les moyens. Le personnel subalterne, moins surveillé, s’empresse de les imiter. Des peuples soumis, pressurés par les fonctionnaires, se soulèvent contre les Turcs, notamment les Druzes.
Après l’humiliant traité signé avec les Séfévides en 1590, les Ottomans occupent la Géorgie, le Chirvan, le Lorestan, et Tabriz avec une partie de l'Azerbaïdjan. La guerre reprend en 1603 avec la prise de Tabriz par Abbas Ier le Grand, qui reconquiert en quelques années l’Azerbaïdjan, la Géorgie et la Mésopotamie avec Bagdad sur les Ottomans (1612).

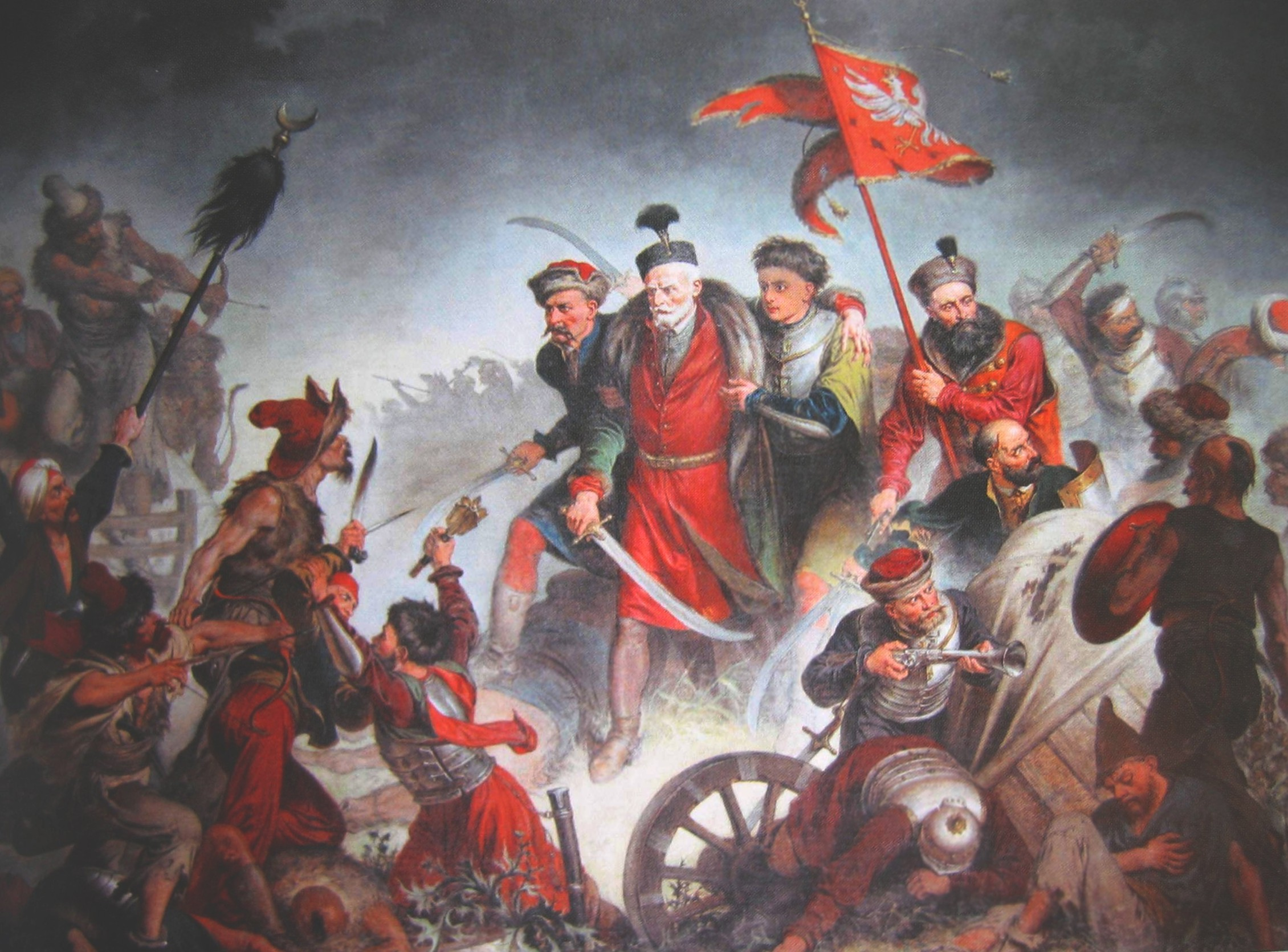
Guerre polono-turque de 1620-1621.

En Europe, la paix de Zsitvatorok (Hongrie) conclut la Longue Guerre avec le Saint-Empire romain germanique. Le Sultan consent pour la première fois à traiter à égalité avec l'Empereur et le tribut annuel est transformé en « présents ». La « Porte » conserve la Grande-Kanija, Estrigomie et Eguer, mais abandonne la région de Vatch. Sa progression vers l'ouest est stoppée.

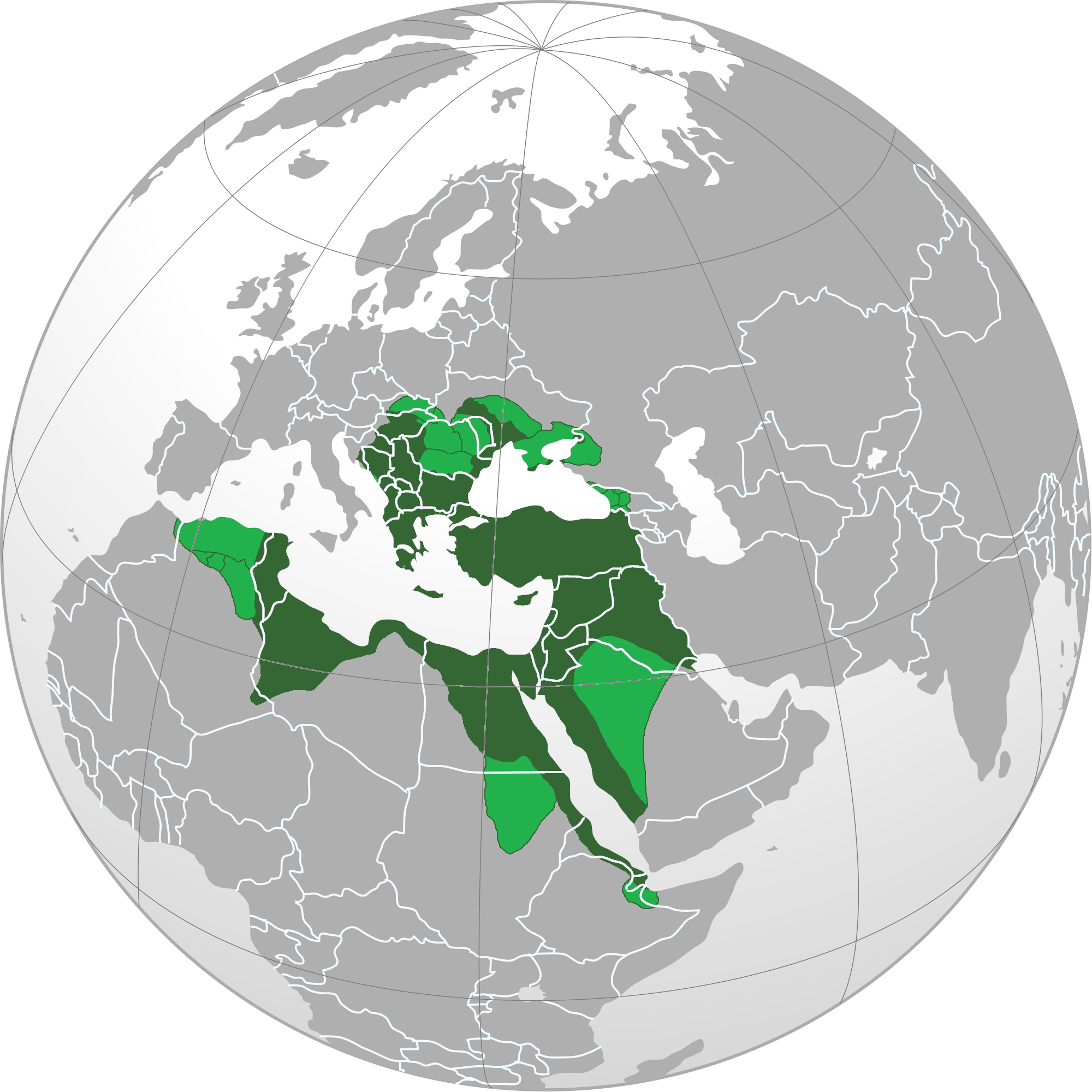
L'Empire en 1683 avant d’entrer dans la phase de déclin.

Au début du XVIIe siècle, l’armée ottomane est forte de 150 000 à 200 000 hommes. Elle comprend trois éléments : les odjaks, milices soldées par le Trésor (janissaires, spahis, artilleurs, soldats du train, armuriers, gardes des jardins palatins) ; les troupes irrégulières (Bachi-bouzouk), de moins en moins recrutées ; et les troupes de province, fournies par les feudataires (les plus nombreuses). Les fiefs (timars et zaïms) attribués à des militaires (sipahi) qui doivent fournir un contingent passent progressivement aux serviteurs du seraï, ce qui les soustrait aux obligations du service. Les troupes de province fournissent de moins en moins de soldats. De 1560 à 1630, les odjaks augmentent d’autant, surtout le corps des janissaires, multiplié par quatre. La pression fiscale augmente et alimente des troubles provinciaux. Les janissaires forment un État dans l’État et sont recrutés de plus en plus parmi les musulmans. Ils obtiennent le droit de se marier et s’installent dans la vie de garnison, spécialement à Constantinople. Les Turcs obtiennent l’autorisation de servir parmi les janissaires, autrefois composés exclusivement d’esclaves chrétiens. Le corps des janissaires devient une garde prétorienne et arbitre les compétitions dynastiques.
Après l'assassinat du sultan Ibrahim Ier en 1648 et jusqu'en 1656, avec l’avènement du vizir Mehmet Köprülü, une période se démarque, le sultanat des femmes. En fait, la plupart des Sultans de cette période ont peu de pouvoir. Le harem impérial, dirigé par la mère du Sultan, dirige en fait le pouvoir politique. La première aurait été Nurbanu, véritable maîtresse de l'Empire dans les années 1560. Le baylo vénitien Andrea Gritti décrit la « Femme Sultan » Hürrem Sultan (Roxelane) comme une femme au pouvoir extraordinaire et dotée d'une force de caractère rare[citation nécessaire]. Lors de la succession d'Ibrahim Ier (1640-1648), le harem impérial est le théâtre d'un conflit généralisé entre certaines concubines et la mère de Mehmed IV, le successeur d'Ibrahim.

#### Une petite renaissance

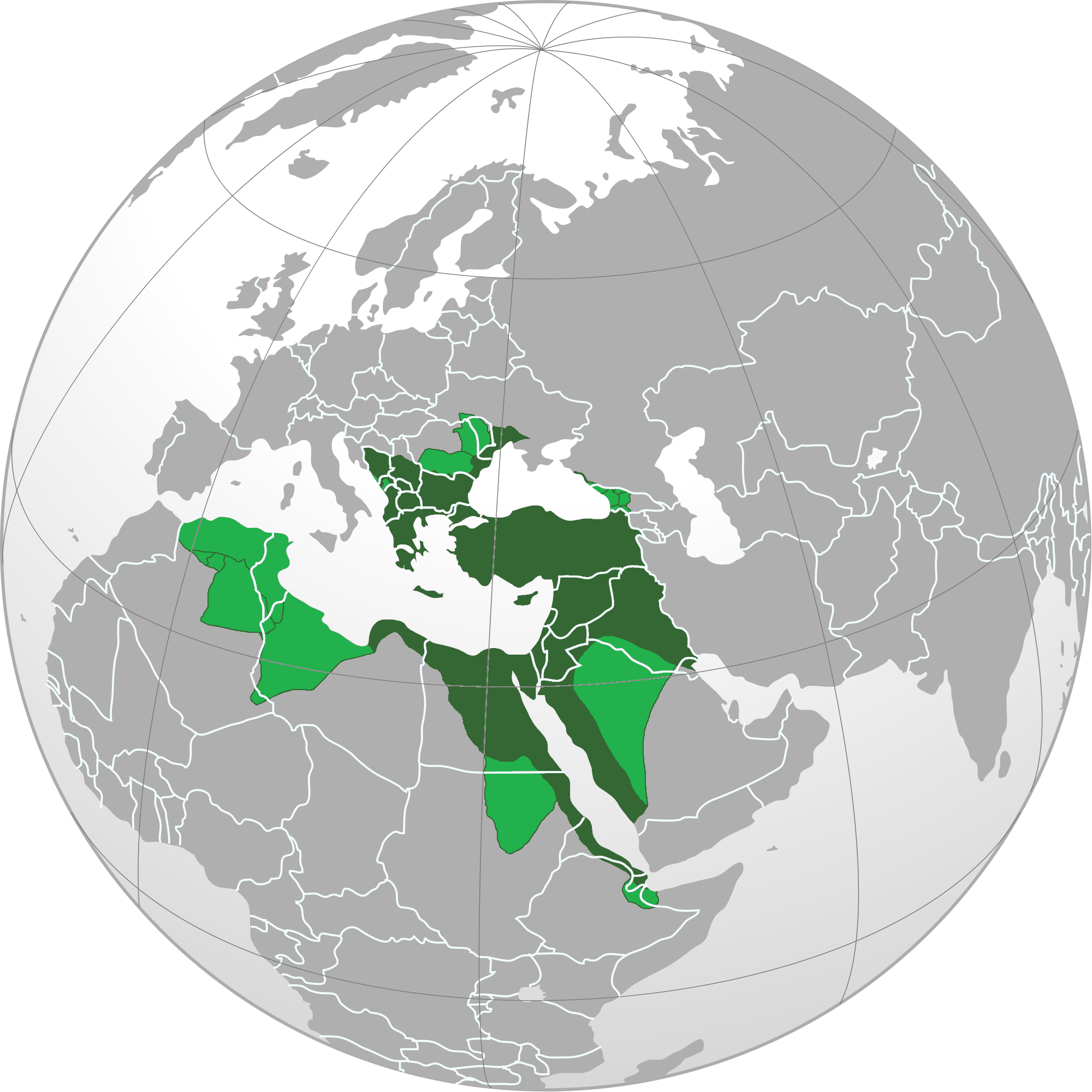
L'Empire en 1774 (après la perte de la Crimée).

Finalement, cette période voit la naissance d'un contre-pouvoir, celui des grands vizirs, avec la nomination comme grand vizir de membres de la famille Köprülü. Entre 1656 et 1703, ils entament une restructuration de l'Empire et de sa grandeur. Mehmed Pacha Köprülü commence par réformer l'armée. Ensuite, son fils, et successeur, supprime le pouvoir des « femmes sultans ». Le vizirat Köprülü a profité de la baisse du pouvoir des sultans pour satisfaire son désir de pouvoir et de gloire. C'est surtout dans le domaine militaire qu'il réussit à redorer le blason terni des Ottomans. Leur pouvoir est restauré en Transylvanie, la Crète est complètement conquise en 1669, la Podolie est prise aux Polonais en 1676.

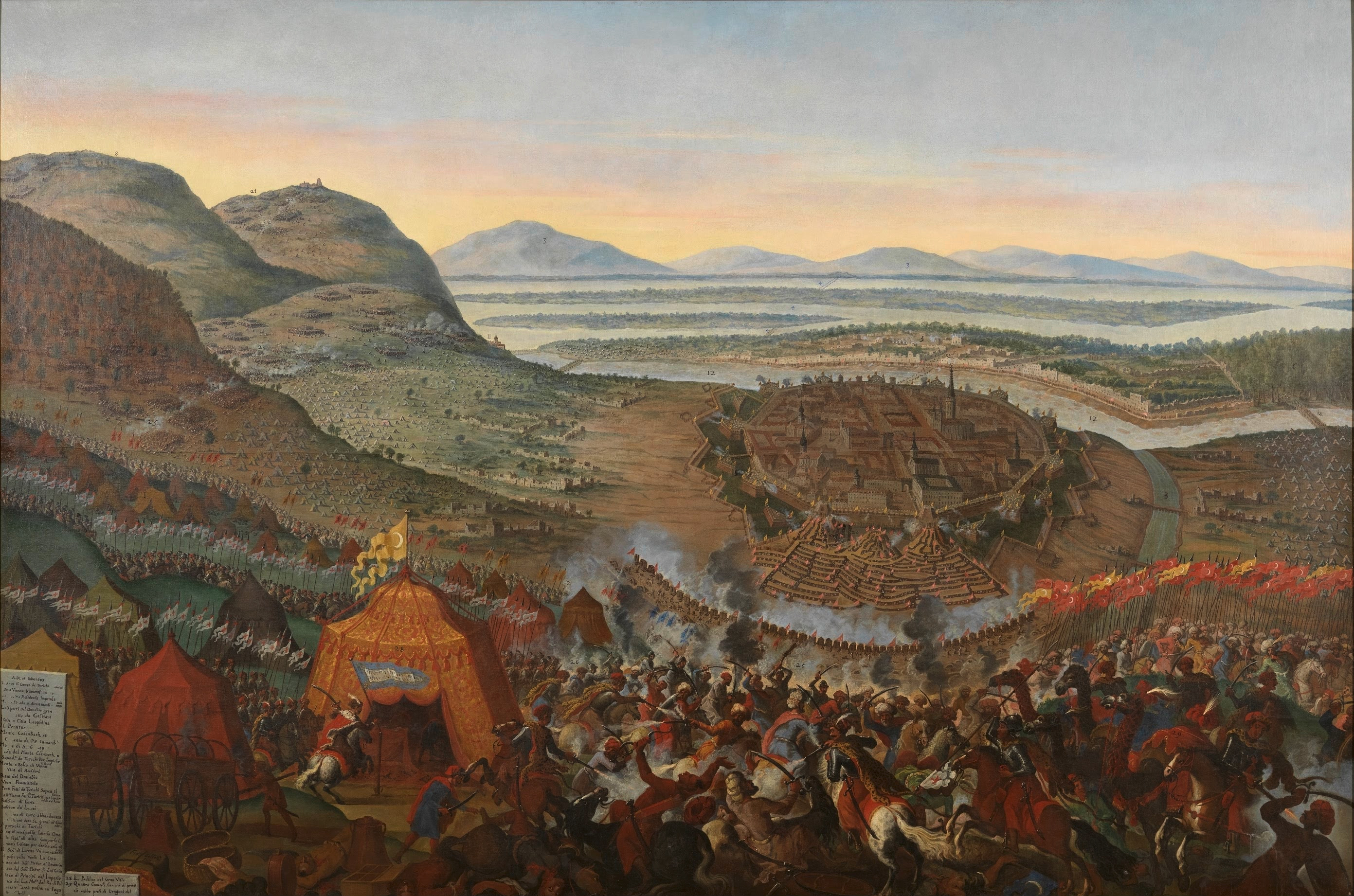
Kara Mustafa assiège Vienne en 1683.

Cette période de conflit continu est prolongée avec le vizirat de Kara Mustafa (toujours un Köprülü, mais adopté par la famille) qui déclenche une guerre avec les Autrichiens en ne renouvelant pas la paix de Vasvár conclue en 1664. Il assiège Vienne en 1683. Finalement, le roi Jean III Sobieski de Pologne bat les Ottomans. Le pouvoir des Köprülü est alors presque tombé avec l'assassinat de Kara Mustafa par ses janissaires sur ordre du sultan. L'alliance chrétienne de la Sainte-Ligue finit par vaincre les Ottomans et à leur imposer le traité de Karlowitz en 1699. Pour la première fois, l'Empire ottoman perd des territoires, dont la Hongrie, qu'il avait reprise, ainsi que le Banat. Économiquement ruiné, militairement asphyxié par ses ennemis, il s'enfonce dans une période de stagnation.
Seuls deux sultans ont marqué leur temps par leur pouvoir : Mourad IV (1623-1640) qui reprend Erevan en 1635 et Bagdad en 1639, au grand dam des Séfévides, et Moustafa II (1695-1703), qui continue la guerre contre les Habsbourg, il remporte deux batailles et reprend Lipoya, Lugoj et Caransebeş mais est vaincu à la bataille de Zenta (11 septembre 1697).

#### Empire assiégé

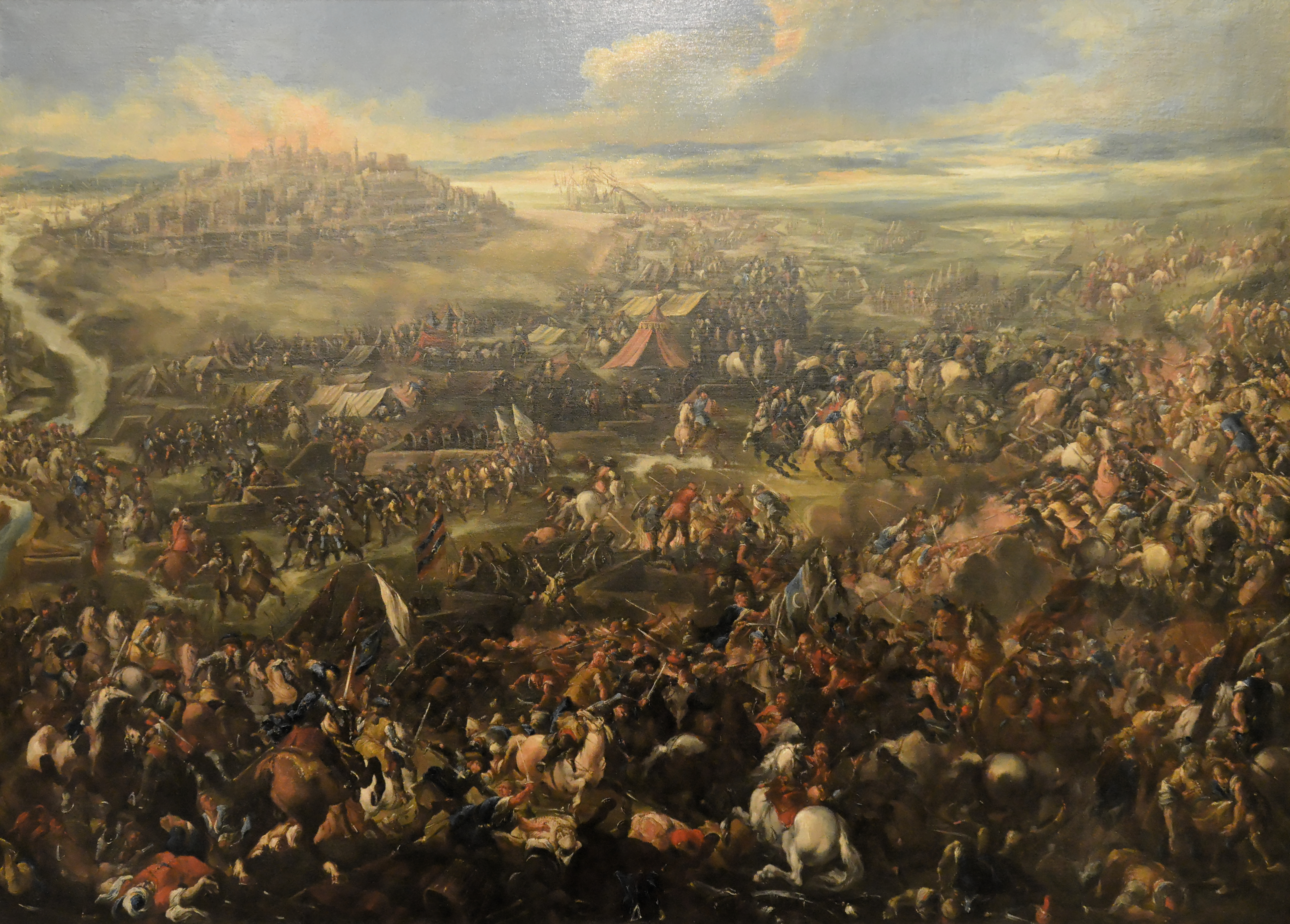
Guerre turco-autrichienne de 1716-1718. Huile sur toile exposée au musée national hongrois.

Durant cette période de stagnation, une partie des territoires danubiens est cédée à l'Autriche. Des territoires comme la Régence d'Alger ou l’Égypte deviennent de plus en plus indépendants vis-à-vis de Constantinople. Sur leur frontière nord, vers l'Ukraine actuelle, les Ottomans font reculer l’Empire russe de Pierre le Grand, mais ils subissent une série de défaites cuisantes sous le règne de Catherine II, qui envoie sa flotte en mer Égée et s'empare de la Crimée en 1782.

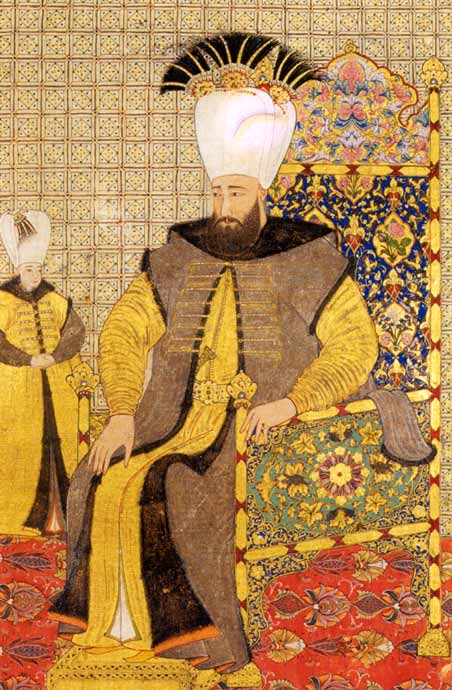
Le sultan Ahmed III.

Cette période se caractérise par une tentative des sultans et des vizirs de réformer leur empire en déliquescence. L'ère des tulipes (Lâle Devri en turc), ainsi nommée en hommage à l'amour que portait le sultan Ahmed III à la plante, semble une sorte de retour de l'Empire ottoman sur le devant des scènes européennes, aussi bien économiques que politiques. Alors qu'une guerre contre l'Autriche vient d'être à nouveau perdue en 1718, et que l'Empire est humilié au traité de Passarowitz la même année, Ahmed III tente de nouvelles réformes : les impôts sont moins élevés, l'image de l'Empire est redorée, et des entreprises, semblables aux manufactures européennes, sont créées. Il tente aussi de moderniser l'armée avec des conseillers européens.
En 1730, un janissaire d'origine albanaise, Patrona Halil, fomente un complot contre le sultan Ahmed III. Celui-ci n'avait pas suivi les propositions de réformes proposées par Halil. Face à cela, Patrona Halil et d'autres janissaires proclament Mahmoud Ier sultan. Ahmed III a eu le temps de faire exécuter Halil mais doit quitter le pouvoir après cette insurrection.
Un autre problème s'ajoute en 1731 à la situation déjà mauvaise de l'Empire ottoman, celui du Caucase. Les Russes puis les Perses en réclament la suzeraineté. Les premiers réclamant ces territoires car habités par d'anciens Cosaques et les seconds parce qu'ayant autrefois été sous leur domination. En effet, estimant que la plus grande population cosaque habitait en Russie, il paraît normal pour l'Empire russe de les réunir. Ces Circassiens (autre nom pour les habitants du nord du Caucase) seraient en fait d'anciens cosaques immigrés d'Ukraine. Cette politique de l'ethnicité ne plaît pas à la Sublime Porte, qui ne conçoit pas sa politique ainsi. Face à cela, les Russes menacent l'Empire ottoman et finalement, engagent une nouvelle guerre russo-turque qui dure de 1735 à 1739. Les Russes marchent sur la Crimée et les principautés danubiennes (Valachie et Moldavie). Durant cette guerre, le commandant russe Münnich écrase les Tatars vassaux des Ottomans puis passe le Dniestr. Il conquiert aussi la Bessarabie. La Russie n'a jamais autant contrôlé de terres autrefois ottomanes.
Profitant de la situation difficile des Ottomans, le nouveau shah de Perse, Nader Chah, s'attaque à la Sublime Porte. Il ménage finalement le Sultan en conquérant des villes précieuses ou des provinces importantes (Bagdad ou l'Arménie) puis les échangeant contre celles qui l'intéressent. Nâdir Shâh n'hésite pas à conquérir Bagdad et à la rendre aux Ottomans en échange de l'Arménie et de la Géorgie. En 1735, il signe un traité avec les Russes, qui, parmi d'autres termes, met fin à sa guerre contre les Ottomans.

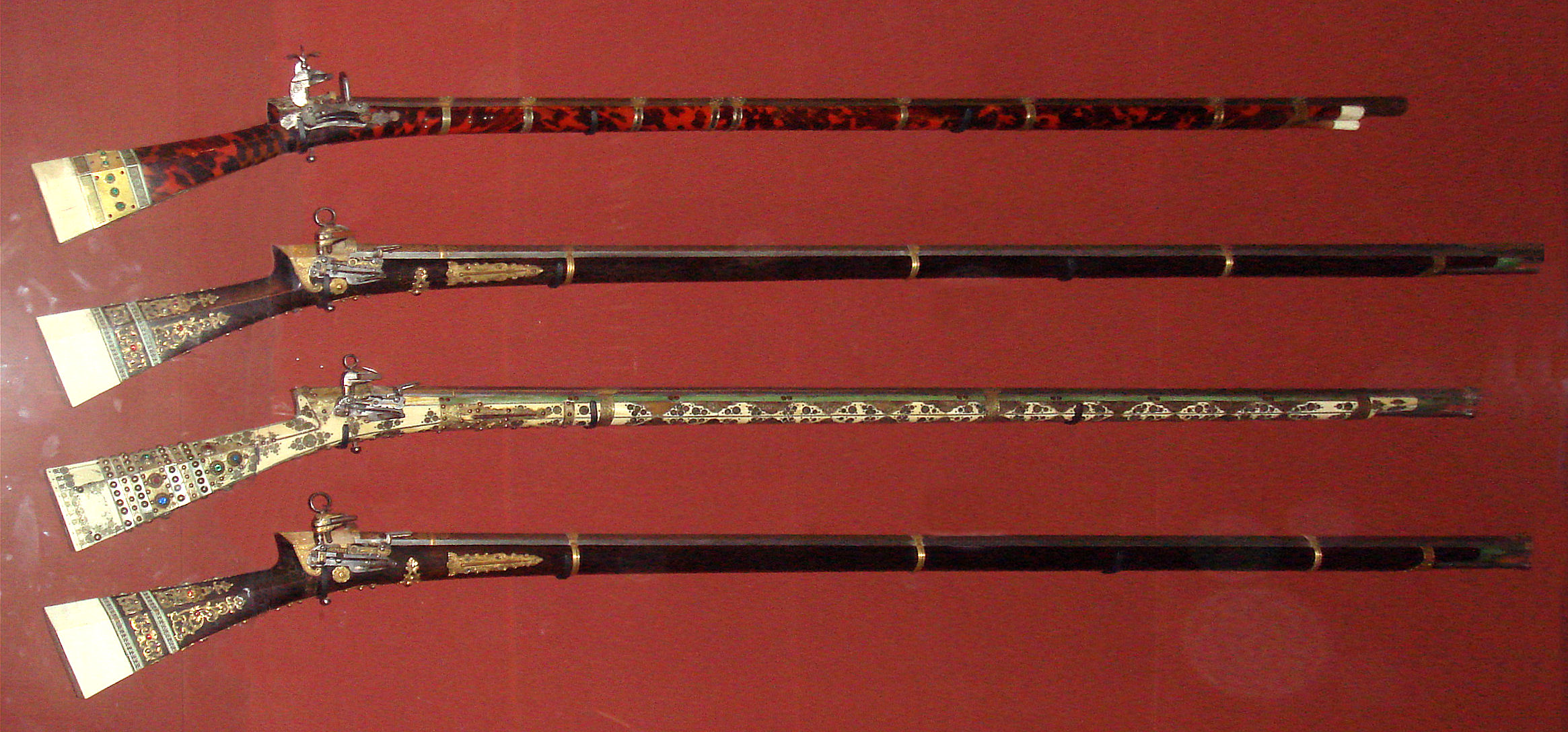
Mousquets ottomans datant du XVIIIe siècle (1750-1800).

#### Puissance des janissaires

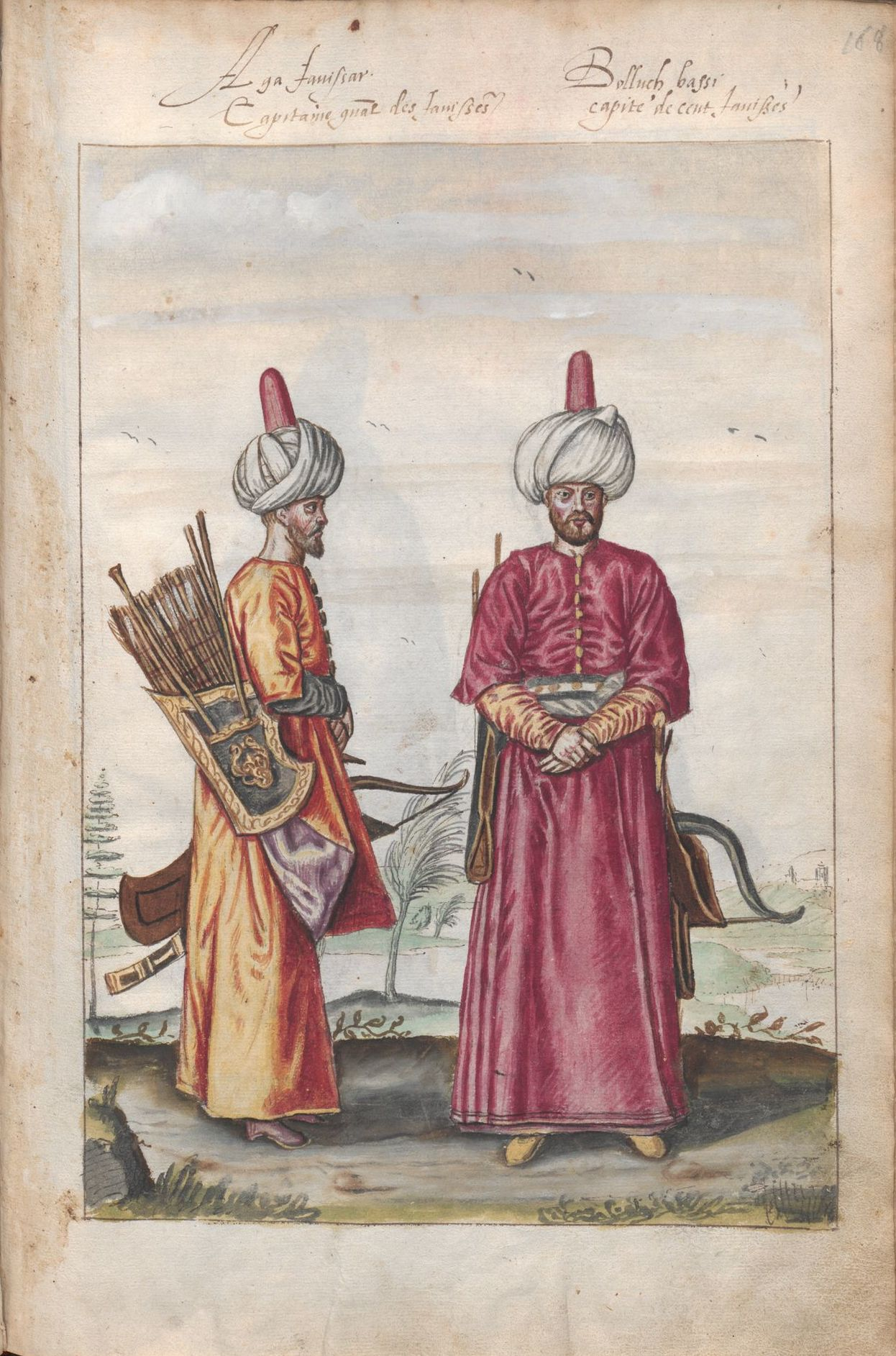
Janissaires. À l'instar de la garde prétorienne de la Rome antique, ils imposent leur politique aux sultans sur la fin du XVIIIe siècle.

La puissance de l'Empire est de plus en plus illusoire. Sa décadence devient évidente au XVIIIe siècle, sous le règne de Moustafa III. Lorsque son vizir, Raghib Pacha (en), meurt en 1763, il décide de régner seul. Médiocre homme politique, il ne sait pas non plus s'attacher de bons conseillers ou commandants militaires. Voltaire le compara à un « gros ignorant ». Face à cela, les janissaires arrivent à s'imposer et bloquent toutes les réformes voulues par le sultan. Ce n'est pas la première intervention de ces soldats d'élite dans la politique, puisqu'ils avaient déjà déposé ou tué quatre sultans, Moustafa Ier, Osman II, Ibrahim Ier et Mehmed IV, au cours du XVIIe siècle. Le pouvoir de ce corps de troupe s'accroît sans cesse. Abdülhamid Ier, frère de Mustapha III, ne peut empêcher une perte dans la guerre russo-turque de 1768-1774, au cours de laquelle les Ottomans et
Tatars ont mené l'un des plus grands raids e Russie de l'histoire, qui a été repoussé par la garnison du Fort Sainte-Élisabeth, et l'annexion de la Crimée tatare par l'Empire russe de Catherine II en 1783.

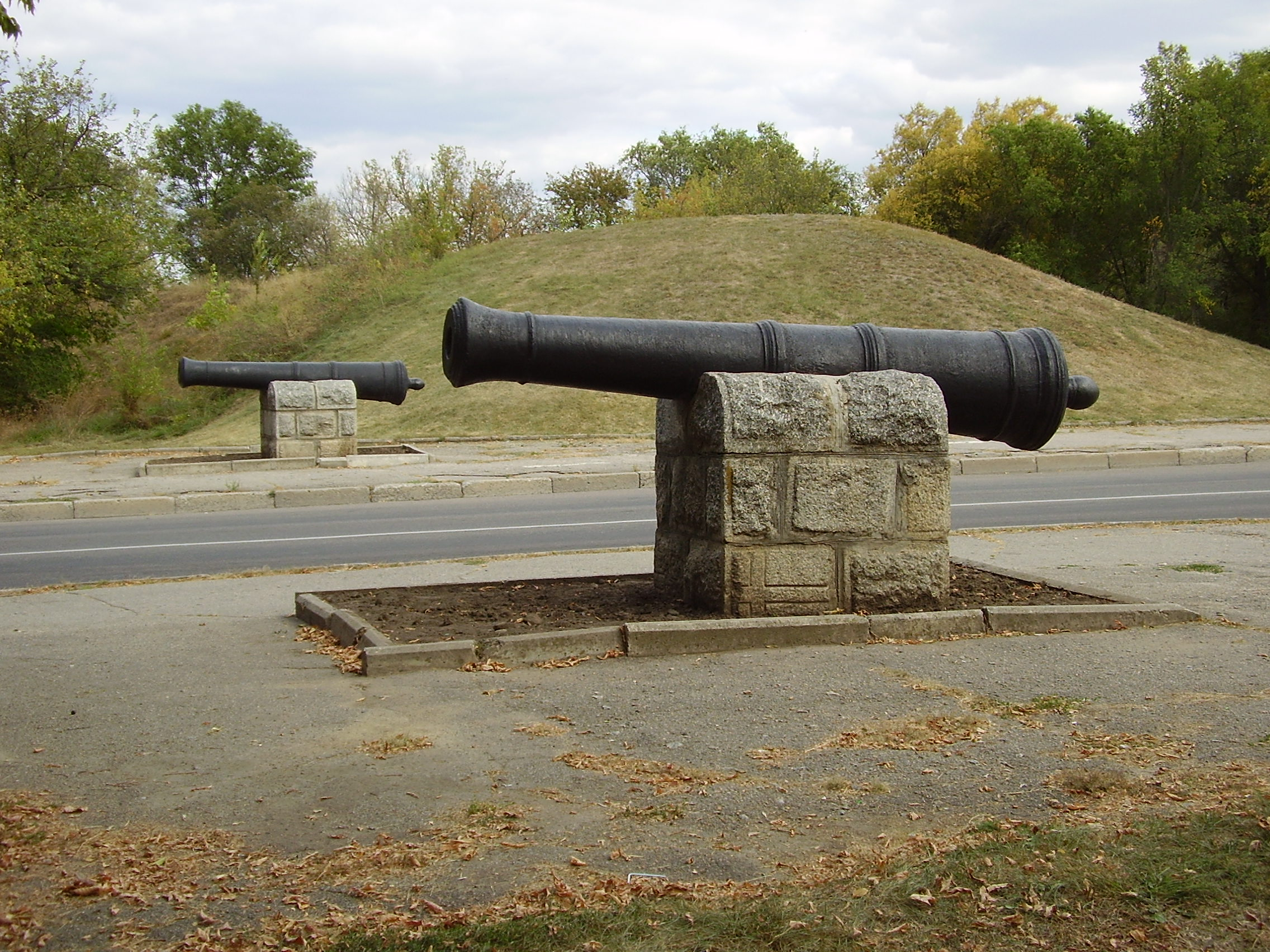
Les canons et fortifications en terre du Fort Sainte-Élisabeth dans la ville moderne de Kropyvnytskyï

Désormais, la mer Noire n'est plus sous le contrôle total des Ottomans. Dans cette série de règnes destructeurs pour l'Empire, celui de Sélim III, successeur du précédent, est marqué par l'apogée du pouvoir des janissaires qui, n'acceptant pas ses idées réformatrices, se révoltent en 1807 : ils le déposent et le remplacent par Moustafa IV, puis l'assassinent en 1808. La suppression de l'ordre des janissaires en 1826 renforce les rivalités européennes autour de la question d'Orient, les grandes puissances européennes (principalement la France, le Royaume-Uni et la Russie, ainsi que, dans une moindre mesure l’empire d'Autriche, l’Italie et l'Empire allemand) étant à l'affût de zones d'influence dans cet empire progressivement démantelé. Lors de la guerre ottomano-saoudienne, les ottomans parviennent à chasser les wahhabites et à reprendre le contrôle de la péninsule.

### Déclin et défaite

#### Tentative de modernisation

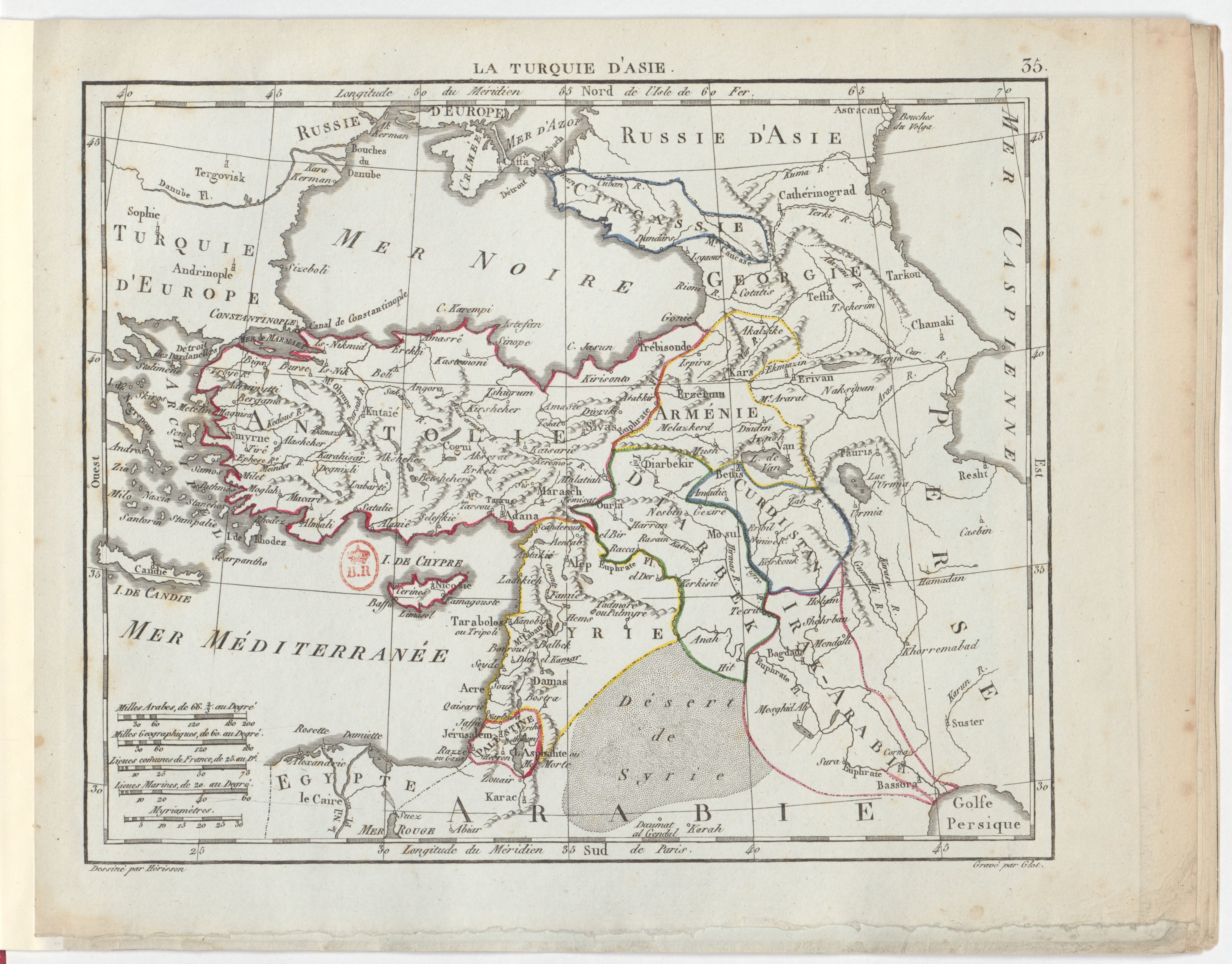
Carte de l'Empire ottoman en 1806 incluant l'Arménie, le Kurdistan, la Palestine, etc.

Au XIXe siècle, l'Empire — surnommé « l'homme malade de l'Europe » par l'empereur russe Nicolas Ier en 1853, lors d'une conversation avec l'ambassadeur britannique — diminue territorialement, mais entame un processus de modernisation afin de retrouver sa puissance et sa prospérité d'antan. Cette période débute en 1808 avec la Charte de l'Alliance (tr) (Sened-i Ittifak) signée entre le Sultan et les chefs féodaux et qui confirme le pouvoir de ces derniers face à l'administration centrale. Vient ensuite l’édit de Tanzimat (Tanzimat Fermani) en 1839 où l'administration centrale annonce des mesures législatives dans le but de moderniser l'Empire. Durant cette période, des pays européens tels que la France et le Royaume-Uni ont beaucoup influencé l'Empire ottoman. Une autre réforme entreprise à cette époque est l'abolition de l'esclavage en 1847. Cette période de réformes, appelée « Tanzimat », est accélérée par le traité de Paris signé en 1856, et se poursuit par la première Constitution monarchique du 23 décembre 1876.

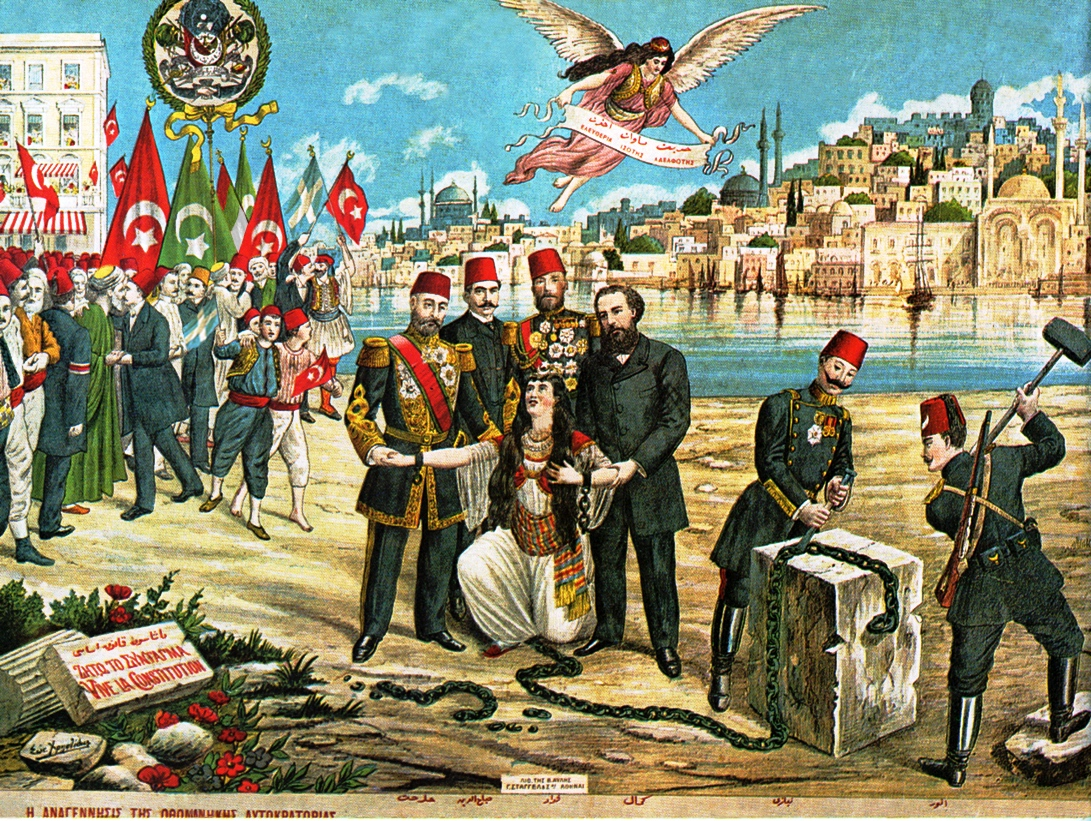
Lithographie grecque saluant la Constitution ottomane de 1908, figurant les différentes communautés de l'Empire et la Nation ottomane se relevant de ses chaînes. L'ange brandit un calicot portant la mention liberté, égalité, fraternité.

En 1830, la Grèce, soutenue par les puissances occidentales, obtient son indépendance. Le gouverneur de l'Égypte, Méhémet Ali, se comporte comme un souverain indépendant et obtient que son fils lui succède, ce qui constitue un précédent. L'Empire ne fait face à l'expansion de la Russie que parce que le Royaume-Uni et la France le protègent, notamment au cours de la guerre de Crimée. Protection coûteuse : la France s'empare de l'Algérie puis de la Tunisie, le Royaume-Uni de l'Égypte, indépendante de fait depuis le début du XIXe siècle.
La guerre de Crimée a révélé la faiblesse financière de l'Empire : absence de vrai budget, irrégularité des rentrées fiscales, endettement croissant. Les finances et douanes de l'Empire passent sous la tutelle de la Banque impériale ottomane, créée en 1863 et dirigée par un consortium franco-anglais.

L'Empire est incapable d'empêcher l'indépendance de plusieurs pays des Balkans, perdant de plus en plus de territoires en Europe. Dès janvier 1876, il est mis en difficulté par une insurrection bosniaque, qui se conjugue avec un vaste soulèvement en Bulgarie et dégénère en conflit militaire entre la Russie et l'Empire ottoman. Battu, l'Empire refuse de signer le protocole élaboré à Londres par les grandes puissances, ce qui inquiète les investisseurs. En un mois, l'emprunt public français de référence perd quatre points, l'italien six points et le russe dix points.

Billets de banque
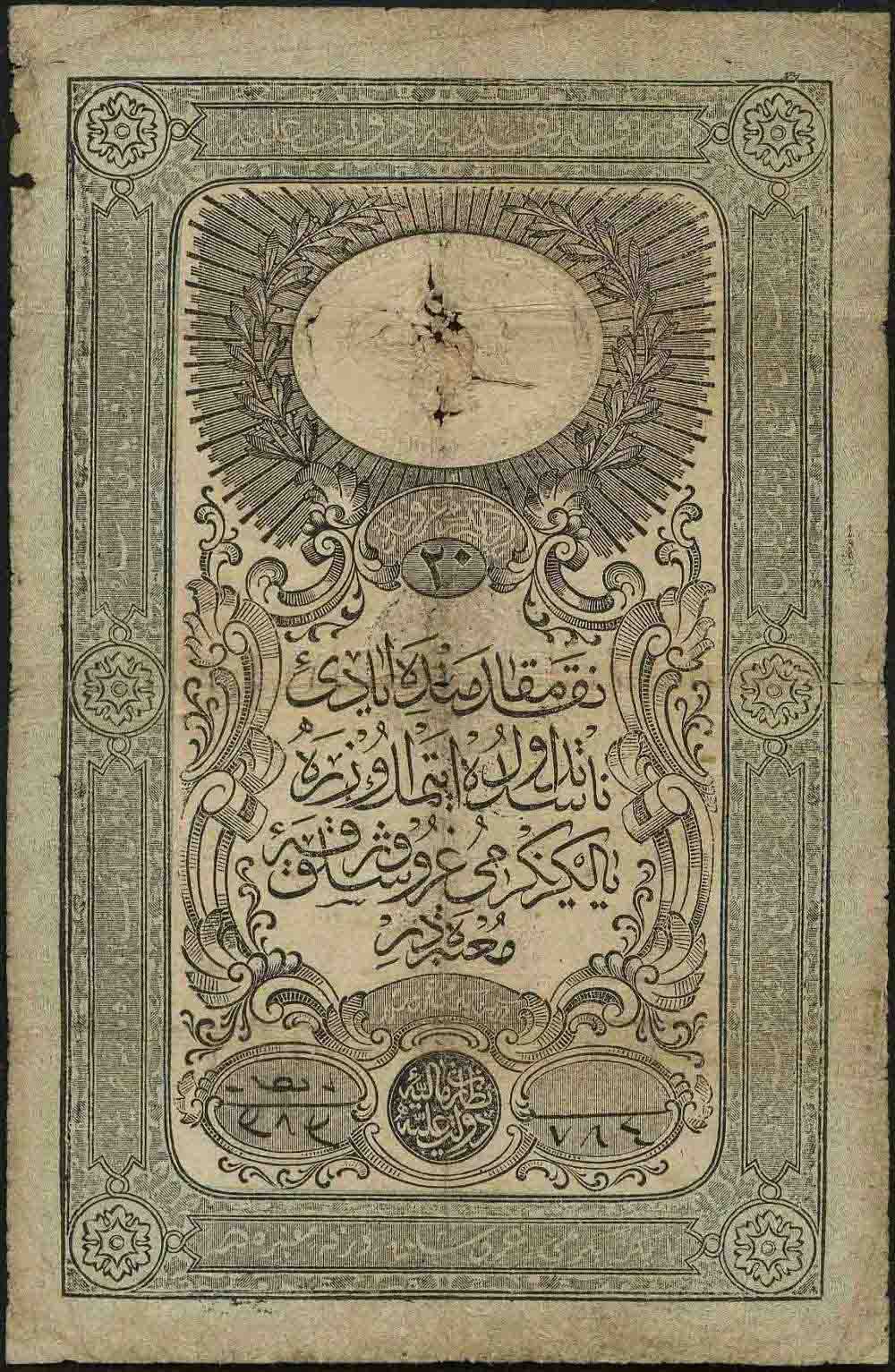
Billet de 20 kuruş ou 1/20e de livre (1852)
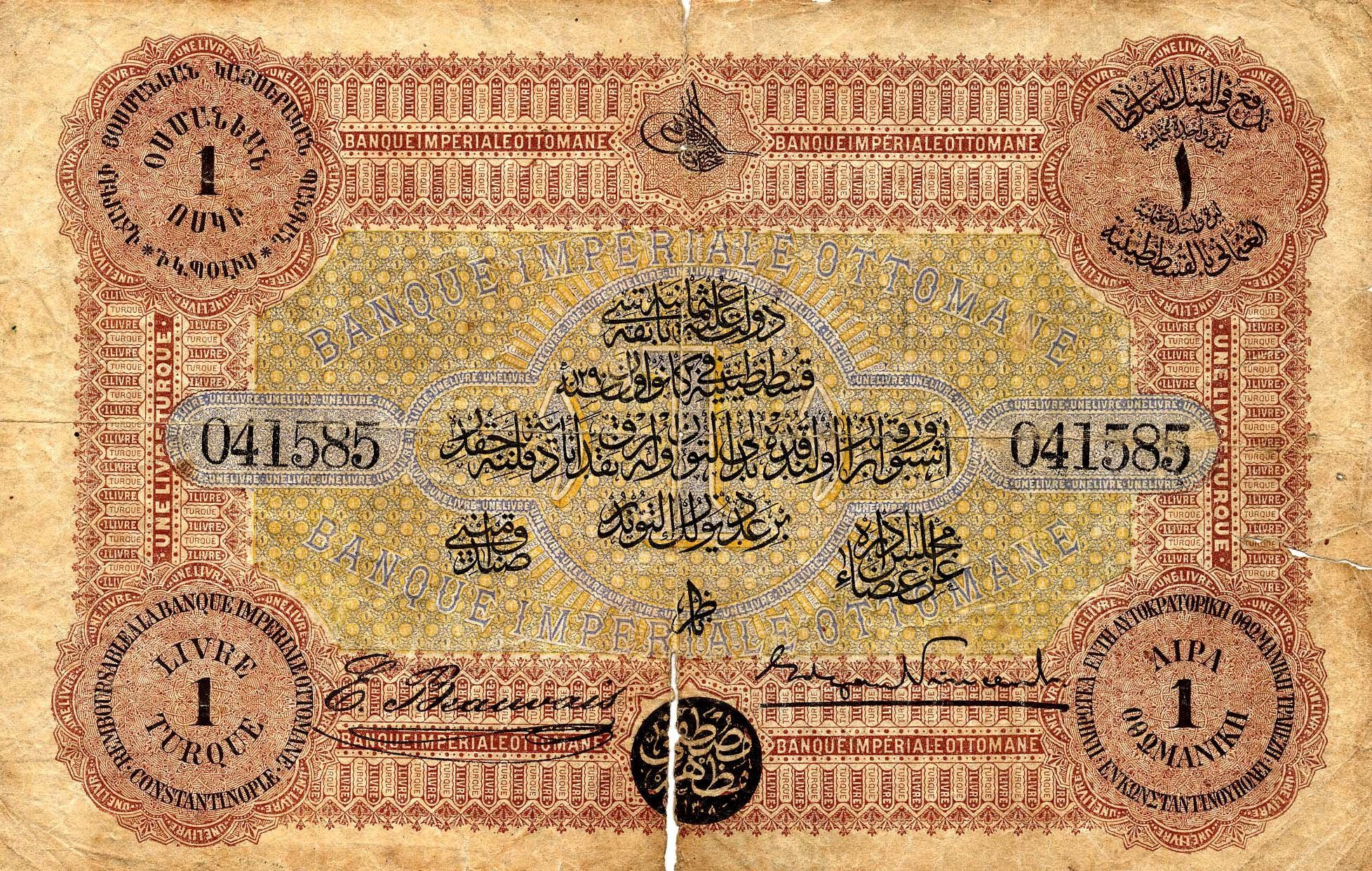
Billet de 1 livre de la Banque impériale ottomane (1880)

#### Défaite

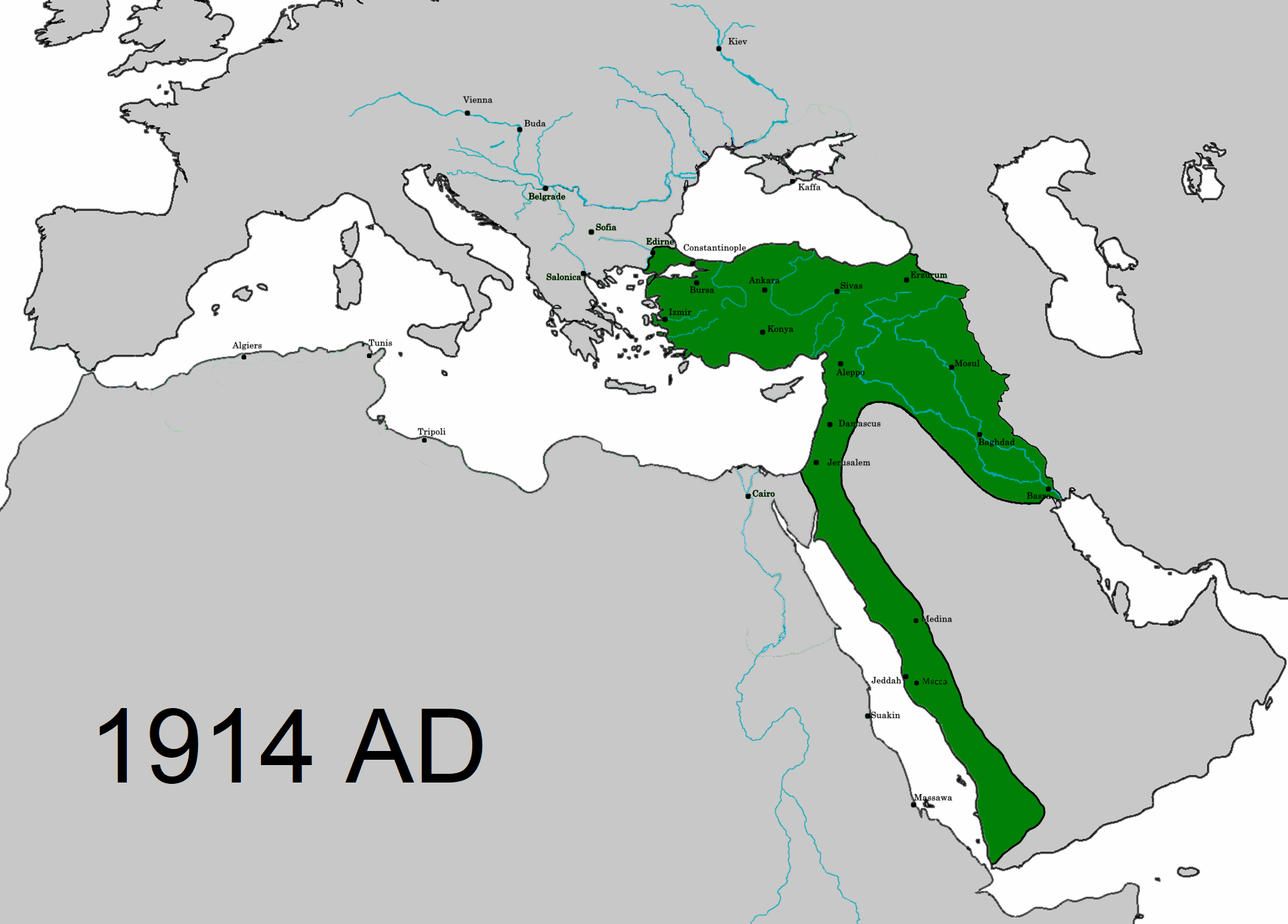
Carte de l’Empire ottoman en 1914, quatre ans avant la défaite de 1918.

En 1908, la tension entre le rigide sultan Abdülhamid II et les courants réformateurs pousse le parti des Jeunes-Turcs à s'emparer du pouvoir (Comité union et progrès, CUP). Malgré les réformes, l'Empire perd ses territoires nord-africains puis le Dodécanèse dans la guerre italo-turque (1911) et pratiquement tous ses territoires européens lors des guerres balkaniques (1912–1913).
La volonté des Jeunes-Turcs de relever l'Empire les entraîne dans une alliance de fait avec l'Empire allemand. Début novembre 1914, la Triple-Entente lui déclare la guerre. Les Jeunes-Turcs entreprennent de grandes offensives vers l'Égypte et le Caucase. Ce sont des échecs : l'Empire n'a pas les moyens de sa politique, il est ravagé par les épidémies et les famines. Des tensions internes apparaissent alors dans tout l'Empire. La grande révolte arabe a lieu entre 1916 et 1918, rébellion menée par Hussein ben Ali, chérif de La Mecque, afin de libérer la péninsule arabique et de créer un État arabe unifié allant d’Alep à Aden. L'appel à la guerre sainte, lancé par le Sultan comme calife de l'islam, a peu d'échos. L'existence même de l'Empire est menacée aussi bien de l'intérieur que de l'extérieur.
En 1915, le noyau du parti organise, sous le commandement du ministre de l'Intérieur Talaat Pacha, une politique de déportation et de massacre des Arméniens ottomans, politique appelée génocide arménien, faisant entre 1 200 000 et 1 500 000 morts selon la majorité des historiens, et entre 600 000 et 800 000 victimes selon l'État turc actuel. Bien que la culpabilité de Talaat, d'Enver Pacha et d'autres dirigeants Jeunes-Turcs, ait bien été reconnue par la justice ottomane qui les a condamnés à mort par contumace en juillet 1919, l'État turc actuel refuse le terme « génocide » et préfère parler de « massacres », en les justifiant par la menace qu'auraient constituée pour l'intégrité de l'Empire les populations chrétiennes arménienne et pontique suspectes de sympathie pour les troupes russes. Le rapport du parlement français du 26 mai 1998 souligne qu'au lendemain du traité de Lausanne en 1923, « il ne reste plus que quelques dizaines de milliers d'Arméniens en Turquie, pour l'essentiel à Istanbul ».

Pour l'Arménie et la Grèce, les génocides arménien et pontique (entre 350 000 et 360 000 morts entre 1916 et 1923) sont parmi les premiers du XXe siècle ; les deux tiers de ces populations chrétiennes de l'Empire ottoman furent exterminés. C'est également dans ce contexte troublé que, entre 1914 et 1920, a lieu le génocide assyrien causant la mort de 500 000 à 750 000 personnes ce qui représente environ 70 % de la population assyrienne de l'époque,.

Les conditions du traité de Sèvres.

Pour l'Empire ottoman, l'issue de la Première Guerre mondiale risque d'être son démembrement, car allié aux Austro-Hongrois et aux Allemands, il se trouve dans le camp des vaincus. Le traité de Sèvres est extrêmement sévère : les territoires à majorité arabe (Syrie, Palestine, Liban, Mésopotamie, Hedjaz, Asir, Yémen) sont détachés de l'Empire et ceux du croissant fertile sont placés par décision de la Société des Nations et en dépit des promesses faites aux nationalistes arabes, sous mandats britannique et français (voir accord Sykes-Picot) ; la côte égéenne est occupée par les Grecs et les Italiens ; les détroits des Dardanelles et du Bosphore échappent à la souveraineté turque ; la majeure partie de la Thrace devient grecque ; l'Arménie au nord-est se détache ; un Kurdistan est envisagé à l'est et des zones d'influence sont définies en Anatolie même. L'Empire ne conserve sa pleine souveraineté qu'en Anatolie centrale et septentrionale. Pour avoir signé pareil traité, le Sultan perd toute légitimité aux yeux de la population et de l'armée.

#### Vers la république
Les conditions draconiennes du traité de Sèvres éveillent le sentiment national turc. Les anciens combattants se rassemblent autour de Mustafa Kemal Atatürk, qui chasse les Européens d'Anatolie et s'impose comme chef du gouvernement, reléguant le sultan à un rôle honorifique. En 1923, il abolit l'Empire ottoman et le califat, pour fonder, par la guerre d'indépendance, la Turquie moderne ou la république de Turquie, État successeur de l'Empire ottoman sur le territoire restant : l'Anatolie, la grande partie ouest du haut-plateau arménien et la Thrace orientale. Atatürk en devient le président en 1923.

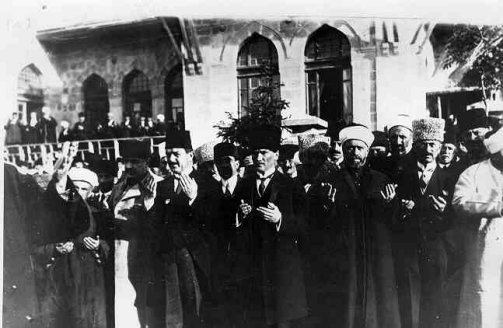
Mustafa Kemal (au centre) en train de prier lors de l’ouverture de la Grande Assemblée nationale turque.

## Organisation
L’Empire ottoman a développé au cours des siècles une organisation de l’État qui reposait sur un gouvernement très centralisé avec le sultan comme dirigeant suprême, qui exerçait un contrôle effectif sur les provinces, les citoyens et les fonctionnaires. La richesse et la position sociale n’étaient pas nécessairement reçues en héritage, mais pouvaient être acquises par la reconnaissance des mérites. Cette évolution des positions sociales était marquée par l’attribution de titres tels que vizirs et ağas. Le service militaire était un élément clé de l’avancement dans la hiérarchie.

## Provinces
Les provinces de l'Empire ottoman étaient des divisions administratives appelées eyalets, fondées sur l'administration militaire et civile ainsi que sur des fonctions exécutives. La mise en place de l'organisation administrative s'est déroulée en deux phases. La première est liée à la construction de l'Empire et a évolué avec sa montée en puissance. La seconde est due aux vastes réformes administratives de 1864, introduisant les vilayets, nom sous lequel les provinces étaient désignées par la suite. Cette phase s'est ensuite terminée avec la dissolution de l'Empire.

## Culture
Pendant plusieurs siècles, l'Empire ottoman a connu des périodes riches tant d'un point de vue économique que culturel. Il a influencé ses voisins de l'Ouest (Europe, Afrique du Nord) comme ceux de l'Est (Asie centrale, Perse, Inde). Sa position géostratégique en a fait pendant longtemps une puissance culturelle de premier plan.
La langue officielle de l'Empire était le turc ottoman (ou « turc osmanlı »), un mélange de turc, d'arabe et de persan, qui s'écrivait en caractères arabes. Dans l'empire, l'écriture est indispensable dans plusieurs sphères: les activités économiques, l'organisation judiciaire, l'administration, la religion et l'éducation. Les nombreux documents qui sont stockés dans les archives témoignent de cette importance. Les Ottomans utilisent plusieurs écritures différentes, autant sur le style que sur leurs fonctions. Les fonctionnaires utilisent l'écriture dite Divânî, l'écriture de chancellerie. Cette écriture a pour but d'identifier les documents provenant du pouvoir. Il n'y a aucune interruption du tracé entre les lettres et les mots, ce qui rend impossible la falsification de documents. D'autres styles d'écritures sont à peine lisibles pour la plupart des Ottomans. C'est notamment le cas de l'écriture dite siyakat, qui est utilisée pour la comptabilité. Celui qui l'écrit le fait très rapidement, ce qui fait en sorte que l'écriture est très cursive. En ce qui concerne l'écriture courante, on utilise l'écriture dite nesih (écriture des coptistes). D'autres styles d'écriture ont été inventés par les calligraphes, qui ont également modifié les styles déjà existants.

## Langues
- Langues de l'Empire ottoman (en)
- Langues : turc, arménien occidental, bulgare, grec moderne et judéo-espagnol (ladino).

## Religion officielle et autres religions
Selon Halil İnalcık, sous les Seldjoukides et lors de la création de l'Empire ottoman, les peuples turciques qui créent ces empires sont majoritairement de confession alevi bektachi, alors que les populations antérieures sont majoritairement chrétiennes (orthodoxes ou monophysites). Les tribus turkmènes arrivées en Anatolie sont spirituellement influencées par de grandes figures de l'islam soufie et hétérodoxe comme Ahmed Yesevi, Yunus Emre, Haci Bektas Veli, Mevlana, Ibn Arabi, Abdal Musa et Kaygusuz (en). De nombreux éléments laissent à penser que les fondateurs de l'Empire étaient membres de tariqas hétérodoxes proches du bektachisme. Ainsi, la famille Çandarlı qui est à l'origine de la création de l'Empire est membre de la confrérie ahilik c'est-à-dire bektachi. La première médersa (université théologique) est créée par Davud el-Kayserî qui y enseigne le concept de Wahdat al-wujud. Sheikh Edébali est membre de la Tariqa Vefâi (babailik). Gazi Evrenos Bey (en) de la tribu Kayı dont est issue la dynastie ottomane était également acquis à la cause de l'ahl al-bayt.
Pour Levent Kayapinar, jusqu'aux XIVe – XVe siècles les alevi bektashi sont majoritaires parmi les turcophones de l'Empire.
Avant 1517, l'Empire ottoman n'a pas de religion ou ne repose pas sur un système religieux. En 1516, les Ottomans mettent un terme au califat des mamelouks puis Yavuz Sultan Selim s'empare des insignes du pouvoir califal détenus au Caire (fin du Al-Mutawakkil III). L'année 1517 marque un tournant dans l'histoire confessionnelle de l'Empire : le sultan Yavuz Sultan Selim choisit le sunnisme comme religion officielle. Ce faisant il se démarque de son grand rival Chah Ismaïl Ier acquis à la cause de l'ahl al-bayt. Environ deux mille oulémas sont importés de la mosquée al-Azhar d'Égypte pour « sunniser » l'Empire.
À partir de cette époque, les chefs religieux alevi, bektachi et mevlevi qui sont à l'origine de l'islamisation en Anatolie et dans les Balkans, sont exécutés ou déportés : l'alévisme est alors considéré comme hérétique par le pouvoir central sunnite ottoman. Yavuz Sultan Selim lance une politique de dénigrement, de répression et d'assimilation ou de conversion des alevis qui perdure jusque sous l'ère républicaine.
Quant aux chrétiens, ils sont, comme les juifs, considérés comme des « protégés » et organisés en « millets » (communautés) : celui de Rum (« Romains ») regroupe les orthodoxes, jadis citoyens de l'Empire romain d'Orient, et celui des Ermeni regroupe les monophysites du « catholicossat » arménien. En tant que protégés, ils sont dispensés du service militaire, mais en revanche, sont soumis à une double-capitation nommée haraç et au devchirmé (enlèvement des garçons chrétiens pour les janissaires), ce qui en encourage beaucoup à adopter l'islam sunnite officiel (et pour beaucoup, la langue turque). Les cloches des églises ne peuvent plus sonner. Les conquêtes ont été accompagnées de destructions de bâtiments religieux. Ainsi, sur les 1 300 églises et monuments religieux présents en Serbie avant l'arrivée des Ottomans, seules 14 églises orthodoxes sont encore actives au XVIe siècle. Le poids de la répression contre les chrétiens a pour conséquence différents exodes :
- en 1690 où 37 000 familles serbes quittent le Kosovo, la Métochie, la Rascie et le sud de la Bosnie pour trouver refuge dans l'empire des Habsbourg[64] ;
- du XIVe au XIXe siècle de nombreux Bulgares et Aroumains quittent leurs terroirs soumis à la férule ottomane pour s'installer parmi les Roumains, dans les principautés tributaires du Sultan, mais autonomes et de droit chrétien, de Transylvanie (à Brașov où ils sont signalés dès 1392 dans le quartier de Șchei), de Valachie (à Bucarest, Craiova, Ploiești et Brăila) et de Moldavie (à Bolhrad, Galați et Iași), ainsi qu'au Banat alors sous autorité autrichienne (à Jimbolia et Timișoara) ; jusqu’en 1878, les villes du sud de la Roumanie attirèrent aussi beaucoup de révolutionnaires bulgares et d’émigrés politiques, tels que Sophronius de Vratsa, Petra Beron, Khristo Botev, Lyuben Karavelov, Georgi Rakovski, Panayot Hitov, Euloge et Hristo Georgiev (au point que la Roumanie devint le centre d’organisation du mouvement révolutionnaire bulgare contre les Ottomans : le comité central révolutionnaire bulgare fut fondé à Bucarest en 1869 ; la même année la société bulgare de littérature était établie à Brăila)[66].

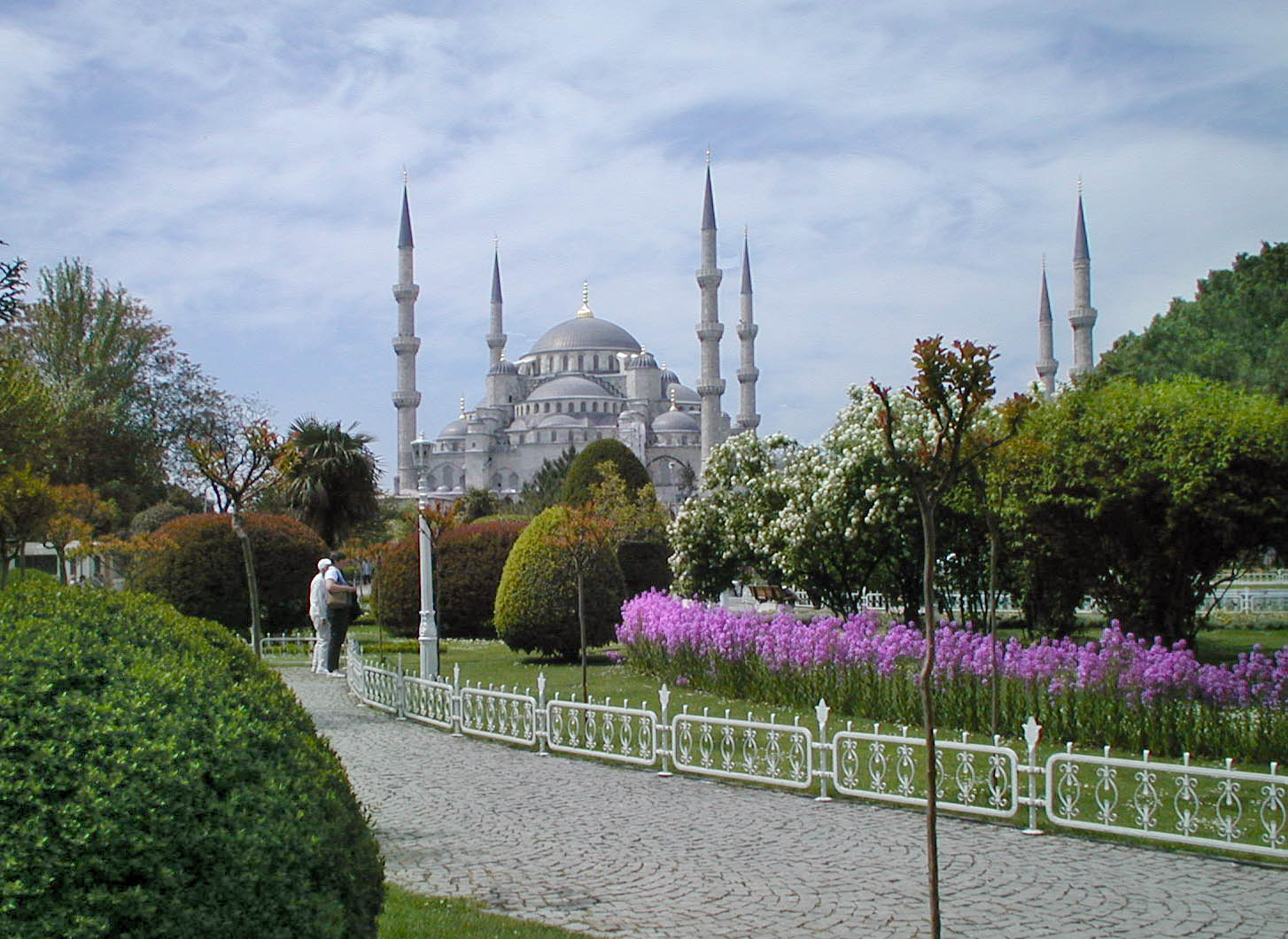
Mosquée bleue (1616).
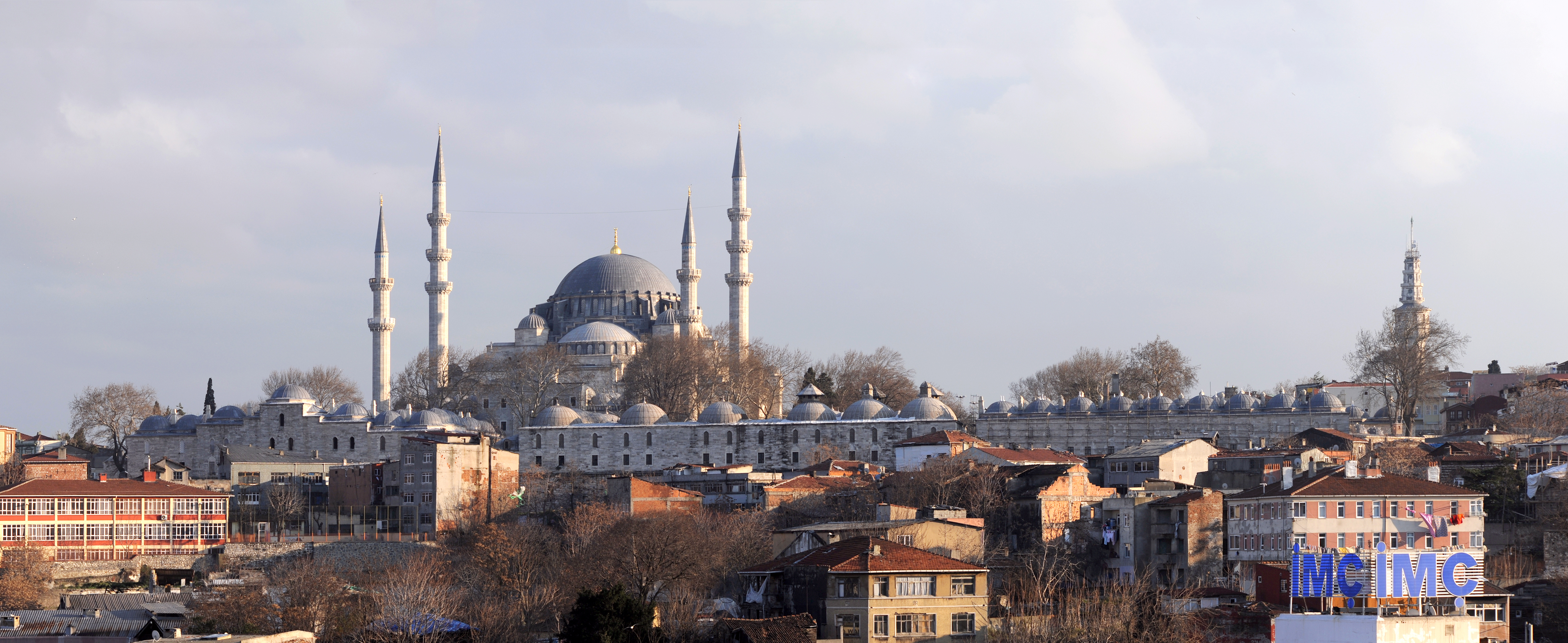
Mosquée Süleymaniye (1556).
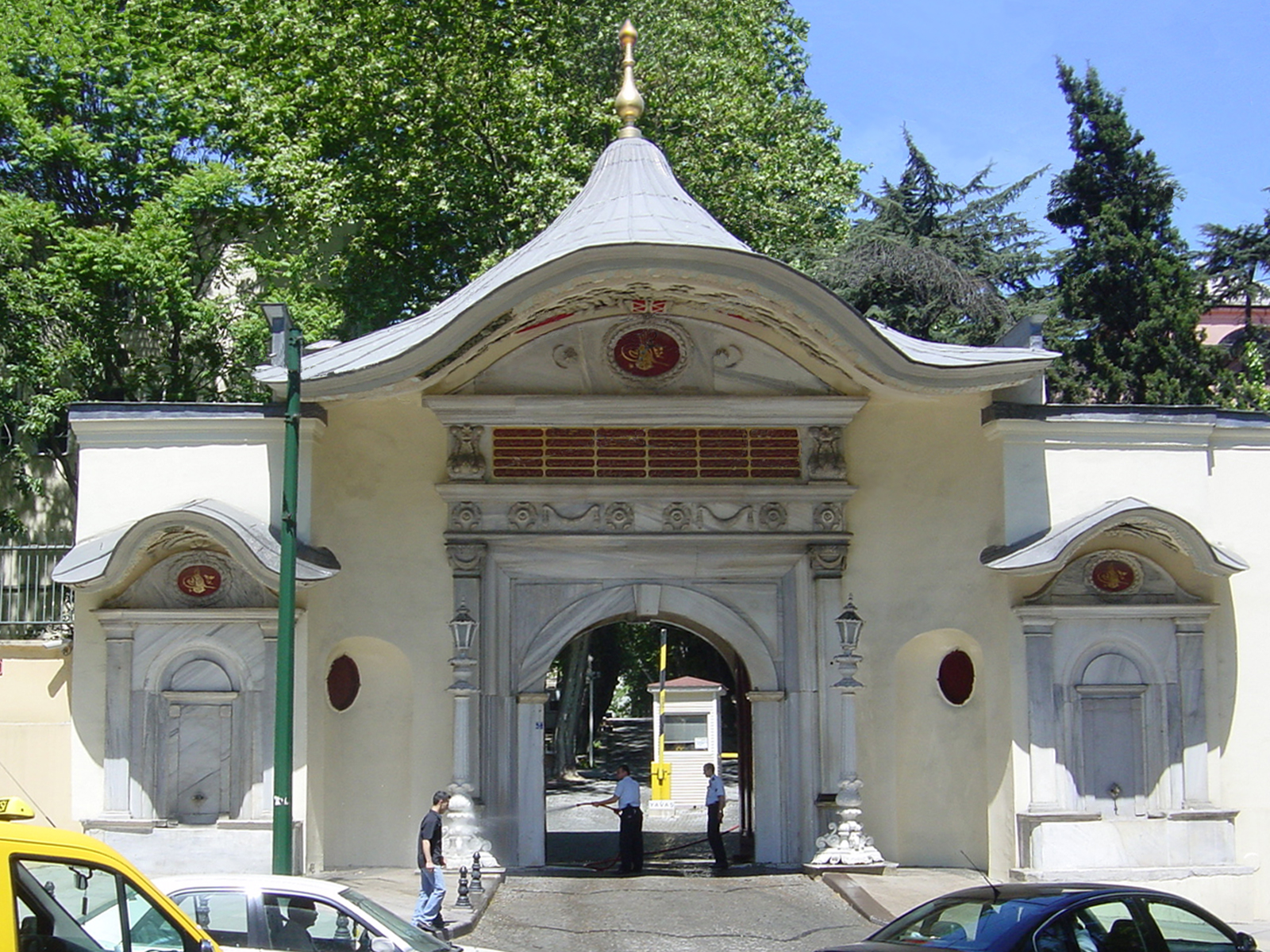
La « Sublime Porte » (Bâb-ı-âlî), XVIIe siècle.
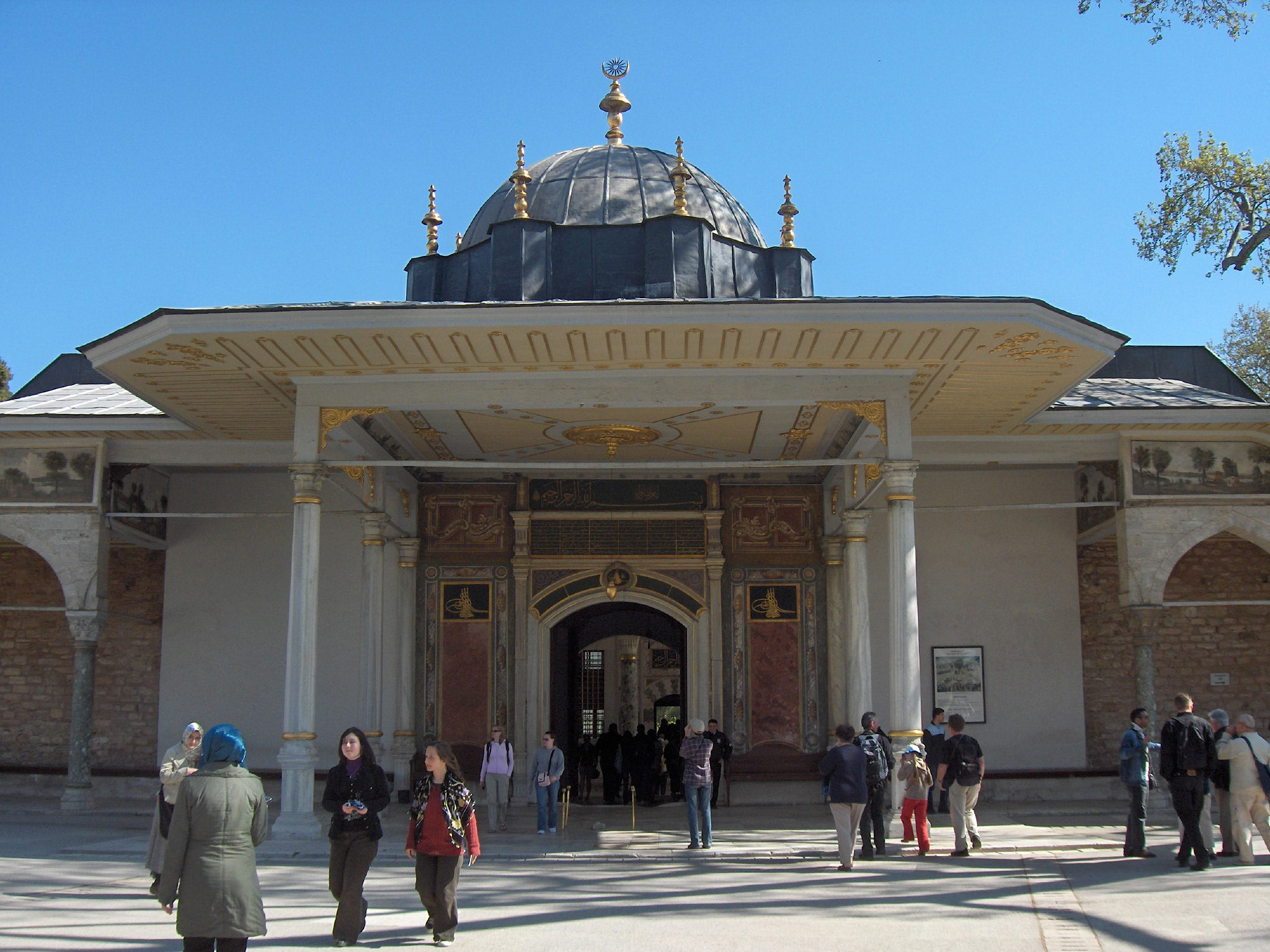
Palais de Topkapı (1453).
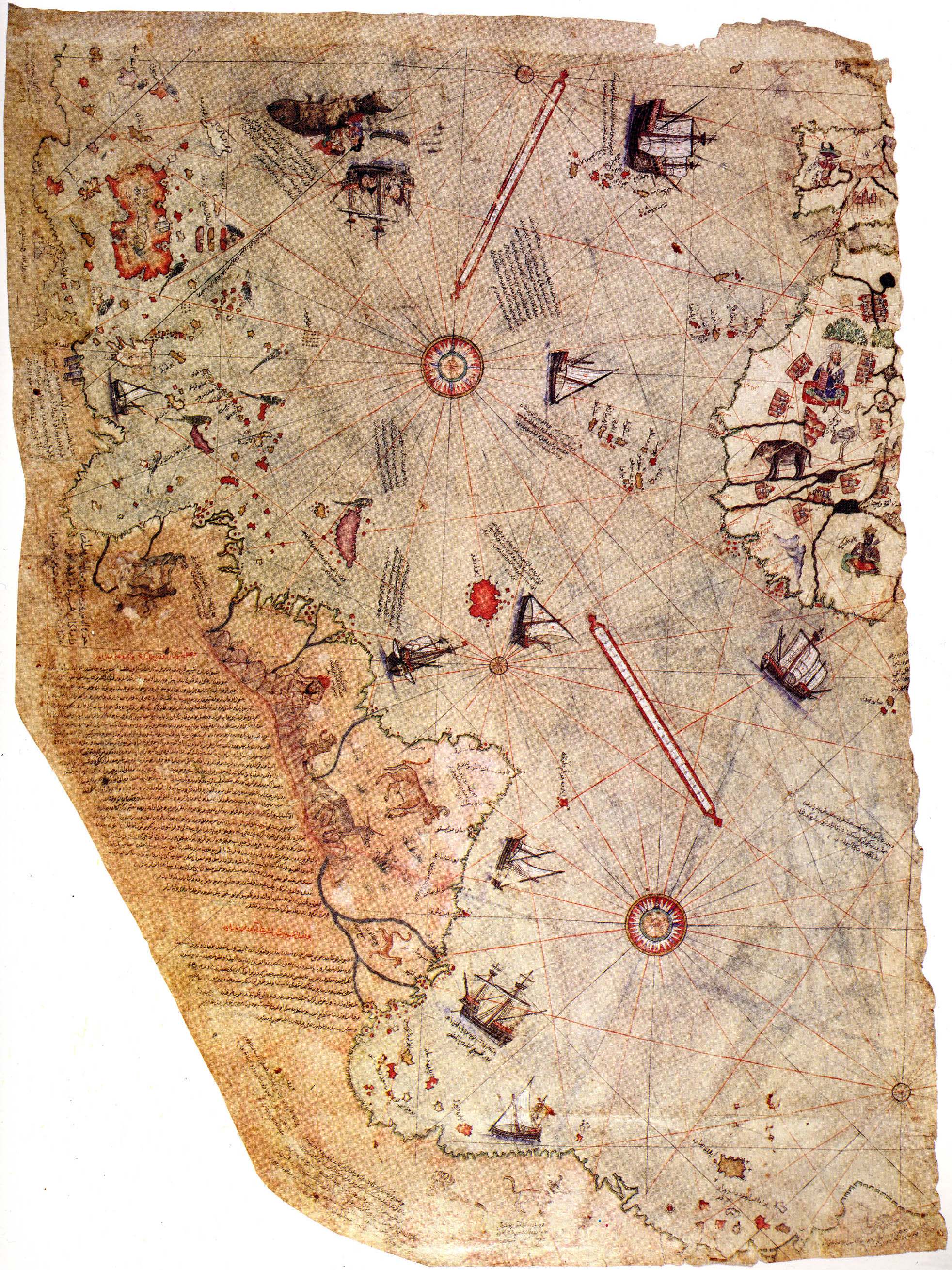
Carte de Piri Reis (1513).